# Dacia Logan
Dacia Logan (укр. Дачія Лоґан) — компактні автомобілі B-Класу, що виробляються румунською компанією Dacia з 2004 року. У 2008 році модель пройшла фейсліфт. З 2009 року, як перше так і друге покоління, імпортувалися до України з Румунії під назвою Renault Logan (укр. Рено Лоґан). Всього виготовлено 2,5 млн автомобілів Logan першого покоління, причому 452 тис. зроблено в Москві.
З початку 2025 року в Україні продається Renault Taliant, який базується на третьому поколінні Logan.

## Перше покоління (L90/U90/F90; 2004)

### Історія

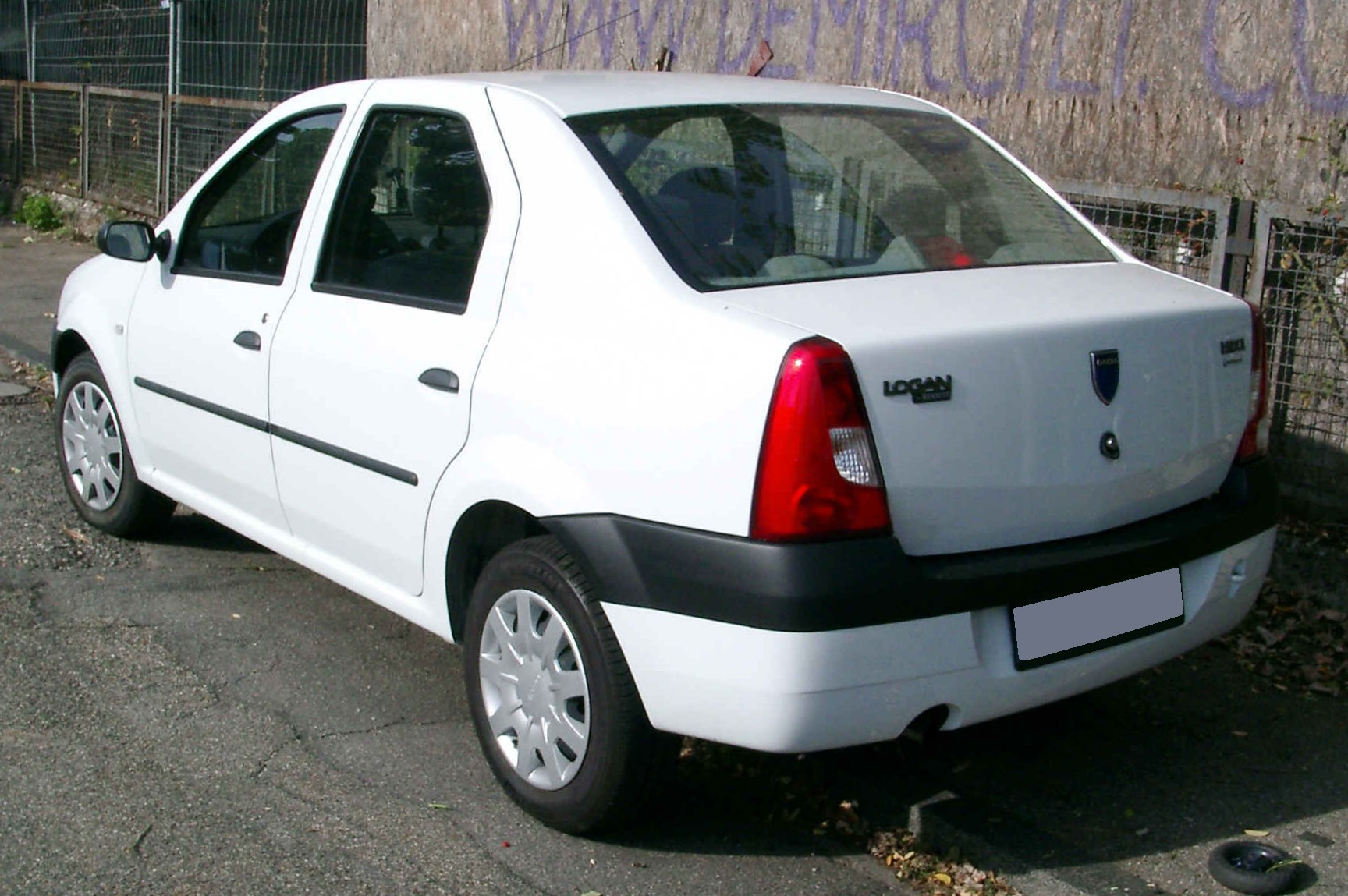
Dacia Logan седан (2004—2008)

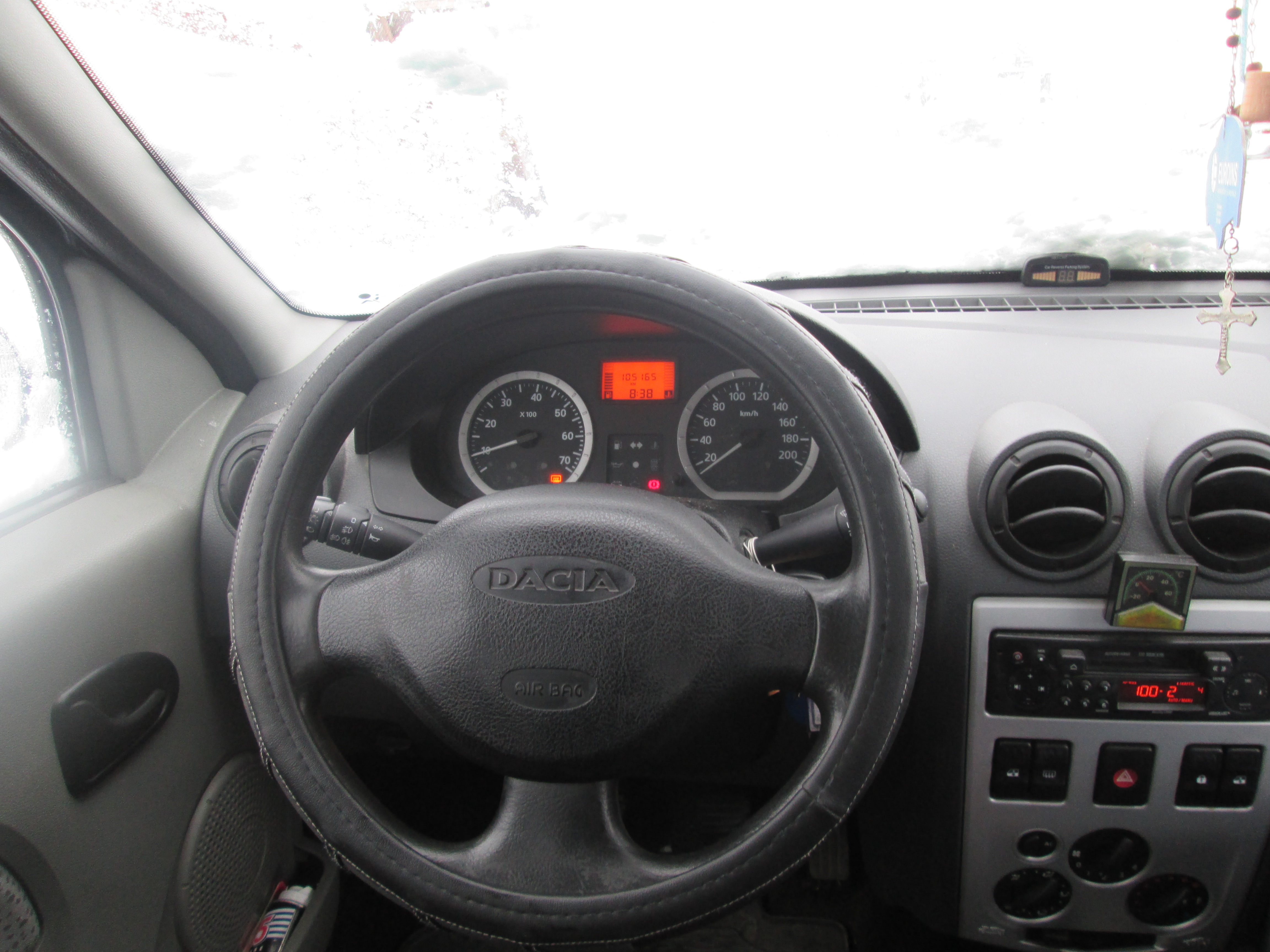
Салон Dacia Logan (2004—2008)

Проектування моделі Logan почалося в 1998 році. Проекту присвоїли внутрішньозаводське позначення X90. Планувалося створити компактний сімейний автомобіль зі стартовою ціною 5000 євро. При проектуванні, завдяки використанню комп'ютерного моделювання, не було створено жодного передсерійного зразка.
Logan c кузовом «седан» (внутрішньозаводське позначення модифікації — L90) представлений публіці восени 2004 року. Тоді ж почалося його серійне виробництво в Румунії під маркою Dacia. З квітня 2005 році Logan почали випускати на Москві під маркою Renault, на підприємстві «Автофрамос». Рівно через два роки, у квітні 2007, проект Logan стартував в Індії, як спільне підприємство Mahindra & Mahindra і Renault в місті Нашик.
Вчасно оцінивши можливості ринків Східної Європи, Азії та Африки, маркетологи компанії вирішили вийти на ці території не з переробленим автомобілем з існуючого модельного ряду (як раніше було з Clio), а з новим автомобілем.
Розроблений в рекордні строки, всього за декілька років, Logan має місткий кузов, скромний дизайн без особливих вишукувань і досить сучасний салон. В основі Logan лежить платформа В, на базі якої побудовані Renault Modus, Nissan Micra і Renault Clio.
Екстер'єр розроблявся відповідно до фірмової концепції «міцність та якість». У дизайні безліч прямих ліній, які простежуються від капота й до заднього бампера, що надає автомобілю досить динамічний вигляд.
При розробці Logan активно використовувалися вузли й агрегати від інших моделей марки. Передня підвіска типу «псевдо McPherson» з нижніми трикутними важелями, розроблена на основі підвіски Clio II, задня — напівзалежна Н-подібна поперечина з поздовжніми важелями, запозичена у Renault Modus. Від нового Modus дісталася і вся система опалення. Електронний блок перейшов з Twingo, а від Espace автомобіль одержав дефлектори системи охолодження і ручку куліси КПП. Але саме Clio віддав Logan найбільше — двигуни, кермове управління, задні гальма, панель приладів, ручки дверей, кермо і підкермові перемикачі.
Пропонується декілька комплектацій: Base, Ambiance, Laureate, Laureate Plus.
Гамма силових агрегатів складається з двох восьмиклапанних бензинових інжекторних двигунів: об'ємом 1,4 л. і потужністю 75 к.с. та об'ємом 1.6 л. і потужністю 87 к.с. У 2005 році лінійку розширили за рахунок 1.5 dCi дизеля потужністю 65 к.с. і 1,6-літрового шістнадцятиклапанного бензинового двигуна потужністю 107 к.с.
Всі силові агрегати комплектуються п'ятиступеневими механічними коробками передач, які вже зарекомендували себе на моделях Clio і Kangoo.
Топ-версія Logan оснащена підсилювачем кермового управління, стабілізаторами поперечної стійкості, двома подушками безпеки, ABS з EBD і колесами R15. Базова комплектація включає подушку безпеки водія, 14-дюймові колеса, чорні бампери.
У виконанні Ambiance додаються центральний замок, тканинні вставки на дверях, дистанційне регулювання дзеркал, тоноване скло, регульовані по висоті ремені, пофарбовані бампери, молдинги з ковпаками на колеса і попільничка у вигляді стаканчика.
Комплектація Laureate пропонує підсилювач керма, регулювання водійського сидіння по висоті і поперековий підпір, бортовий комп'ютер, електричні передні склопідйомники і дзеркала, протитуманні фари, колеса розміром 15 дюймів і ще деякі штрихи «розкоші».
Найбагатша комплектація Laureate Plus понад перерахованого оснащується кондиціонером і 1,6-літровим двигуном. На автомобіль встановлюються дискові гальма спереду і барабанні ззаду.
Кузов має повну антикорозійну обробку, 70 % панелей — оцинковані. У базове оснащення Logan входить металевий захист піддону картера двигуна, паливних і гальмівних магістралей.

### Будова автомобіля

#### Кузов
Кузов автомобілів Logan типу чотиридверний седан, несучої конструкції, суцільнометалевий. Каркас кузова має у своєму складі основу, боковини, дах і деталі, з'єднані між собою електрозварюванням (точковим, шовним та дуговим). Кузов являє собою нерозбірну конструкцію, що володіє достатньою жорсткістю, і несе на собі всі агрегати автомобіля, навісні вузли кузова і деталі інтер'єру.
Габарити автомобіля становлять 4250/1735/1525 мм. Ширина салону по плечах спереду 1380 мм, ззаду — 1400 мм, максимальна висота — 1220 мм, дорожній просвіт 155 мм. Важить седан всього 975 кг. Об'єм багажного відділення — 510 літрів.

#### Двигуни
В Україні найпоширеніші Logan з 1,4-літровими 8-клапанними бензиновими двигунами (75 к. с.), рідше зустрічаються 1,6-літрові 8V або 16V (87 та 106 к. с. відповідно). Пропонуються також і дизельні 1,5 dCi, а також автомобілі з заводським газобалонним обладнанням
В деяких країнах світу представлені і інші двигуни.

#### Шасі

##### Трансмісія
Трансмісію автомобілів виконано за передньопривідною схемою з приводами передніх коліс різної довжини. Автомобілі оснащено механічною п'ятиступеневою коробкою передач або автоматичною чотирьохступеневою.
На автомобілі з механічними коробками передач з двигуном K7J (робочий об'єм 1,4 л) монтують коробку передач JH1, з двигуном К7М (робочий об'єм 1,6 л) — JH3, JR5. усі коробки передач практично однакові за конструкцією і розрізняються тільки розмірами картерів зчеплення. Передавальні числа усіх коробок передач однакові.

##### Ходова частина
Передня підвіска незалежна, важільно-пружинна, типу Макферсон, з телескопічними амортизаторними стійками, витими пружинами, нижніми поперечними важелями і стабілізатором поперечної стійкості.
Задня підвіска напівнезалежна, важільно-пружинна з амортизаторами, поздовжніми важелями, шарнірно закріпленими на кузові автомобіля і пов'язаними між собою поперечною балкою U-подібного перетину. Подовжні важелі з'єднані з кузовом сайлентблоками. Пружини підвіски циліндричні. Верхні і нижні кінці пружин спираються на пружні гумові прокладки. У балці підвіски може бути встановлений стабілізатор поперечної стійкості торсіонного типу.

##### Кермове керування
На автомобілі Logan встановлюють кермове управління з механізмом типу шестірня-рейка. Кермовий привод складається з двох тяг, з'єднаних кульовими шарнірами з поворотними кулаками. Кермова колонка травмобезпечна. Більшість автомобілів комплектують гідропідсилювачем керма.

##### Гальмівна система
Автомобілі Logan обладнані двома незалежними гальмівними системами: робочою і стоянковою. Перша, оснащена гідравлічним приводом з вакуумним підсилювачем і антиблокувальною системою (встановлюють за замовленням), забезпечує гальмування під час руху автомобіля, друга загальмовує автомобіль на стоянці. Робоча система двоконтурна з діагональним з'єднанням гальмівних механізмів передніх і задніх коліс. Один контур гідроприводу забезпечує роботу правого переднього і лівого заднього гальмівних механізмів, інший — лівого переднього і правого заднього.
При відмові одного з контурів робочої гальмівної системи використовується другий контур, який забезпечує зупинку автомобіля. У гідравлічний привід включені вакуумний підсилювач і двоконтурний регулятор тиску задніх гальм.
Стоянкова гальмівна система має тросовий привід на гальмівні механізми задніх коліс.

#### Електрообладнання
На автомобілі застосовують електрообладнання постійного струму номінальною напругою 12 В. Електрообладнання автомобіля виконано по однопровідній схемі: негативний полюс джерел з'єднано із масою, яка виконує функцію другого дроту. У свою чергу, роль маси виконує кузов автомобіля. Живлення споживачів здійснюється від акумуляторної батареї (при непрацюючому двигуні) і генератора (при працюючому двигуні).
| Результати Краш-тесту          |          |
| Зірки в Euro NCAP з Краш-тесту |          |
| Пасажири                       | 19 балів |
| Безпека дітей                  | 31 бал   |
| Безпека пішоходів              | 5 балів  |

#### Безпека
За результатами краш-тесту відповідно до досліджень Euro NCAP проведених в 2005 році Dacia Logan отримав три зірки за безпеку, з них за захист пасажирів — 19 балів, за захист дітей — 31 бал і за захист пішоходів — 5 балів.
За результатами краш-тесту проведеного в 2005 році редакцією газети Авторевю за методикою ARCAP Renault Logan набрав 11 балів з 16 можливих за фронтальний удар і отримав 4 зірки за безпеку, що є непоганим результатом, особливо в порівнянні з однокласниками.

### Модифікації

#### Logan MCV

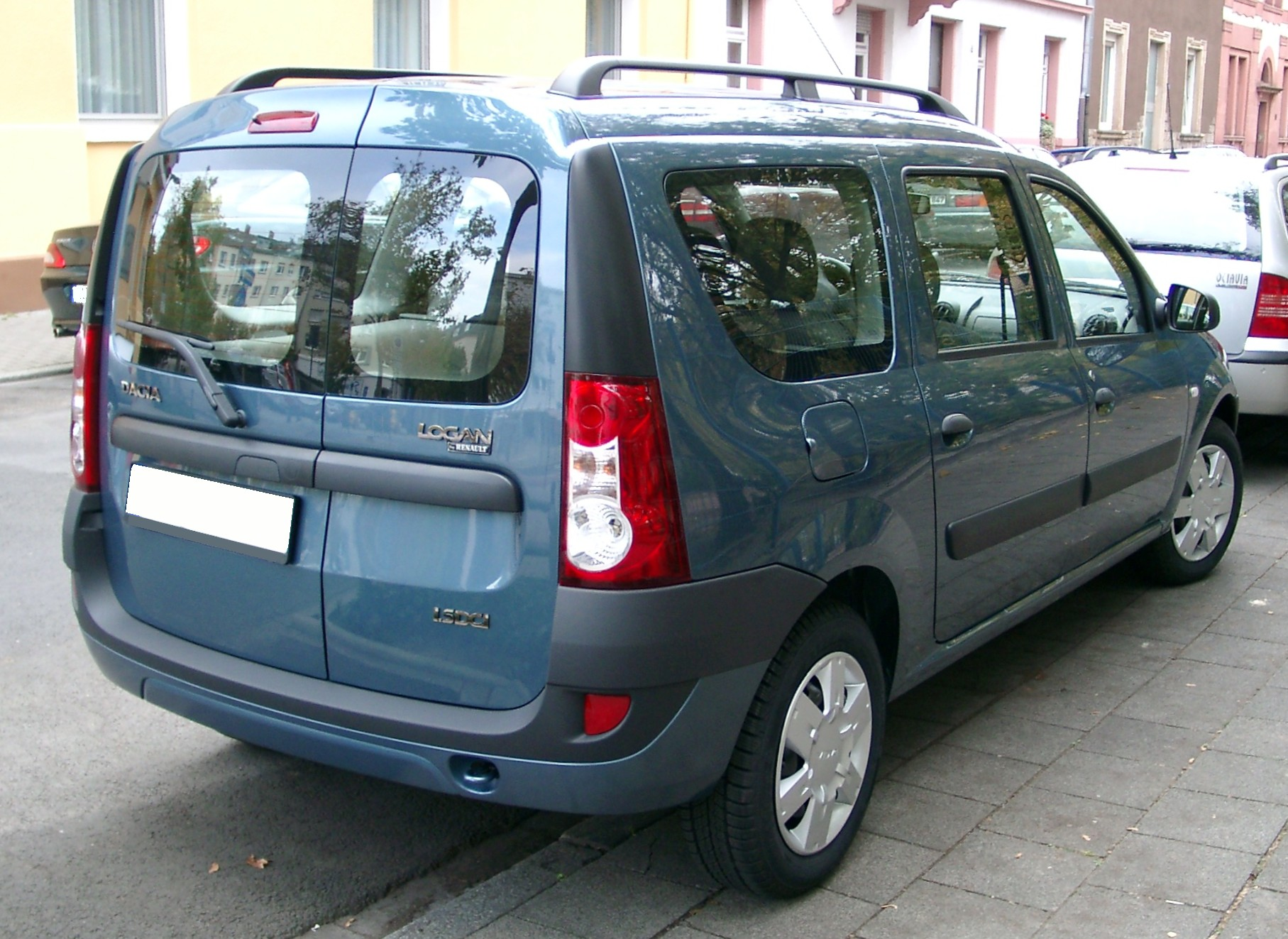
Dacia Logan MCV

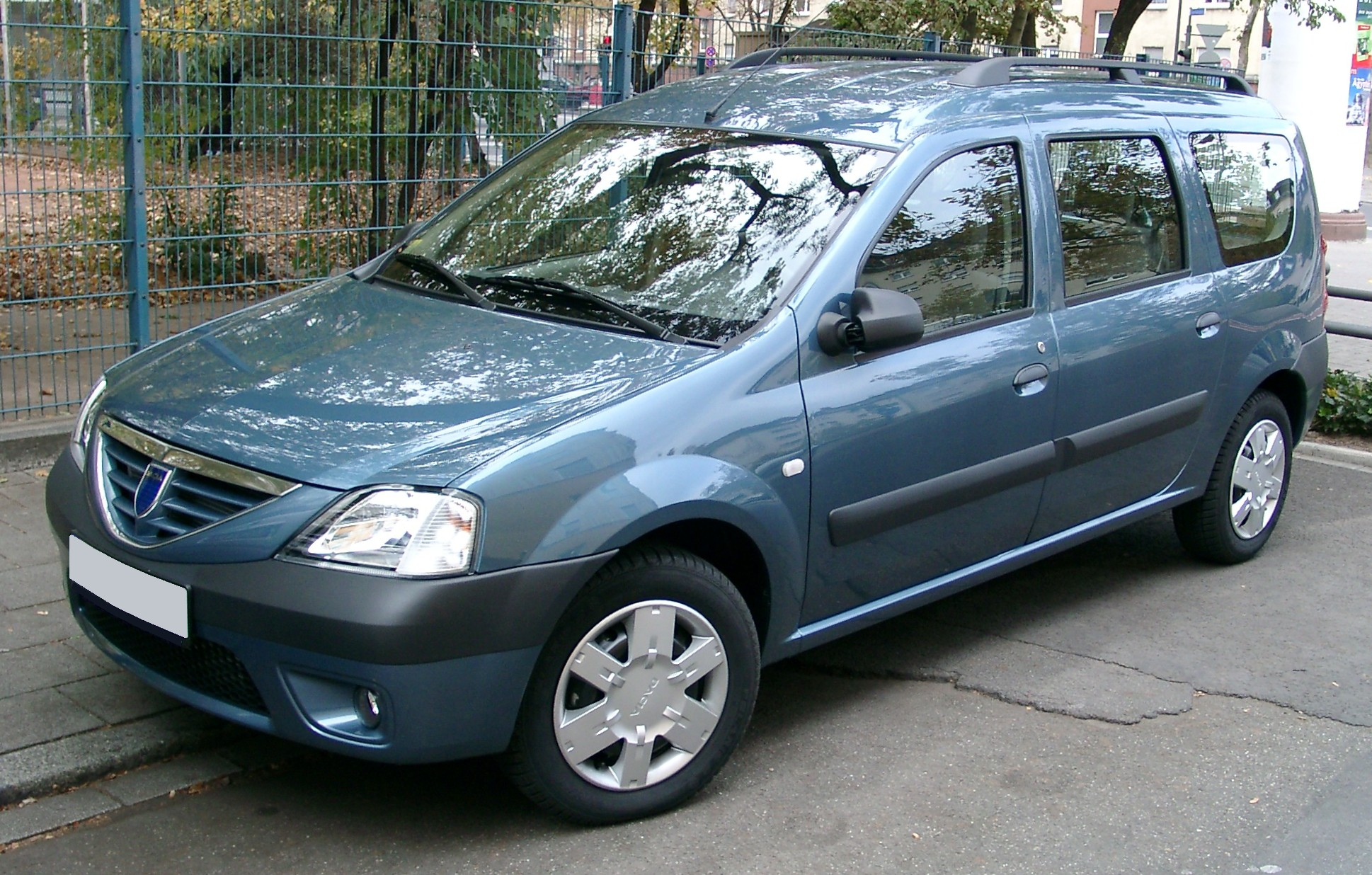
Dacia Logan MCV

Варіант моделі з кузовом універсал, несе внутрішньозаводське позначення R90. Абревіатура MCV розшифровується як Multi Convivial Vehicle, «автомобіль на всі випадки життя». Представлений у вересні 2006 року, на Паризькому автосалоні.
Від базової версії відрізняється збільшеною до 2905 міліметрів колісною базою, підвищеним на 10 см рівнем даху і посиленою підвіскою. На відміну від більшості сучасних універсалів, Logan MCV мав двостулкові двері багажного відділення. Машина пропонується в п'яти-або семимісному варіанті (два додаткові крісла встановлені в багажнику, обличчям по ходу руху). У 5-місному варіанті об'єм багажного відділення досягає 700 літрів (при складених сидіннях 2 і 3 ряду — 2350 л).

#### Logan Van

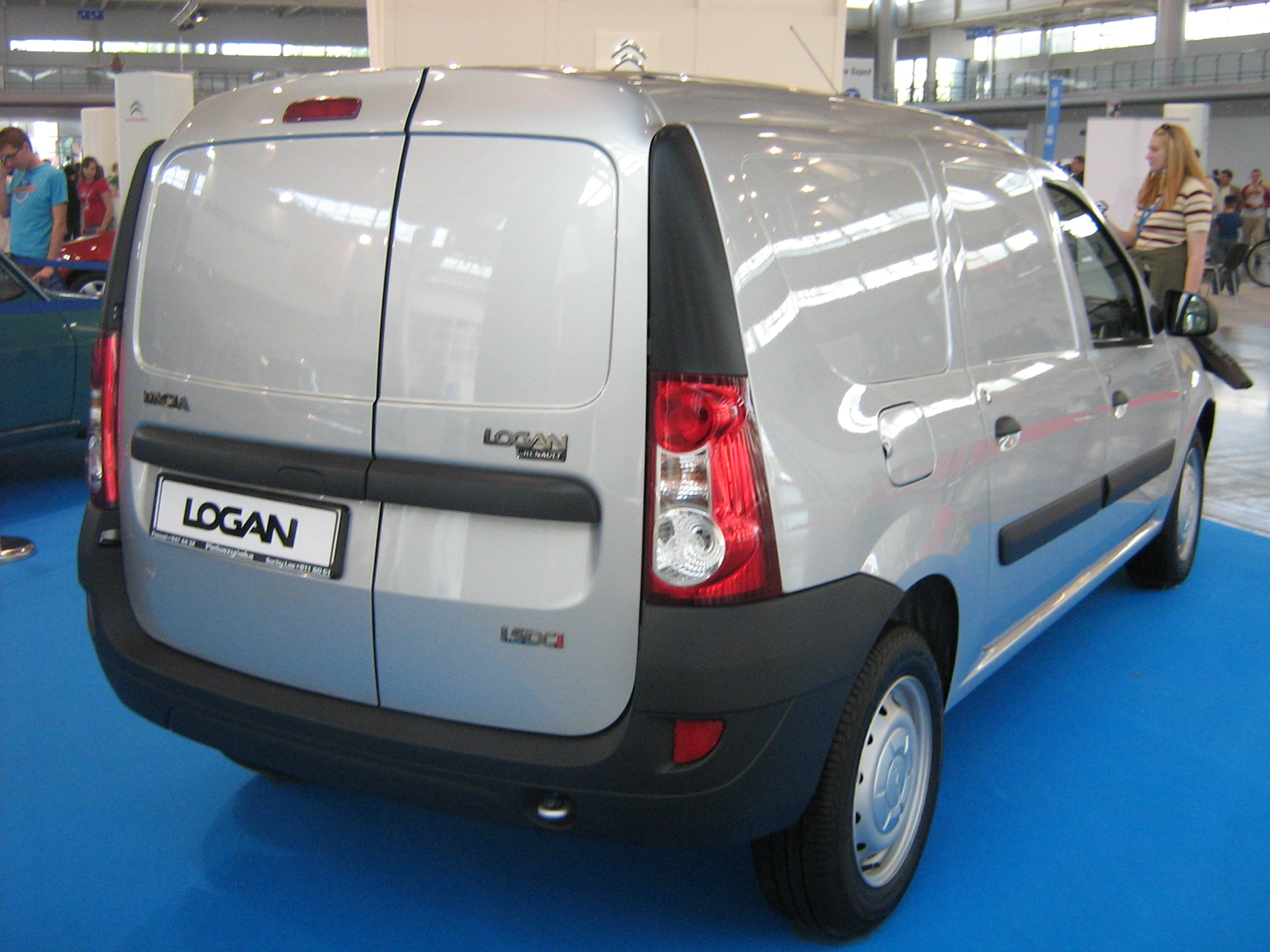
Dacia Logan Van

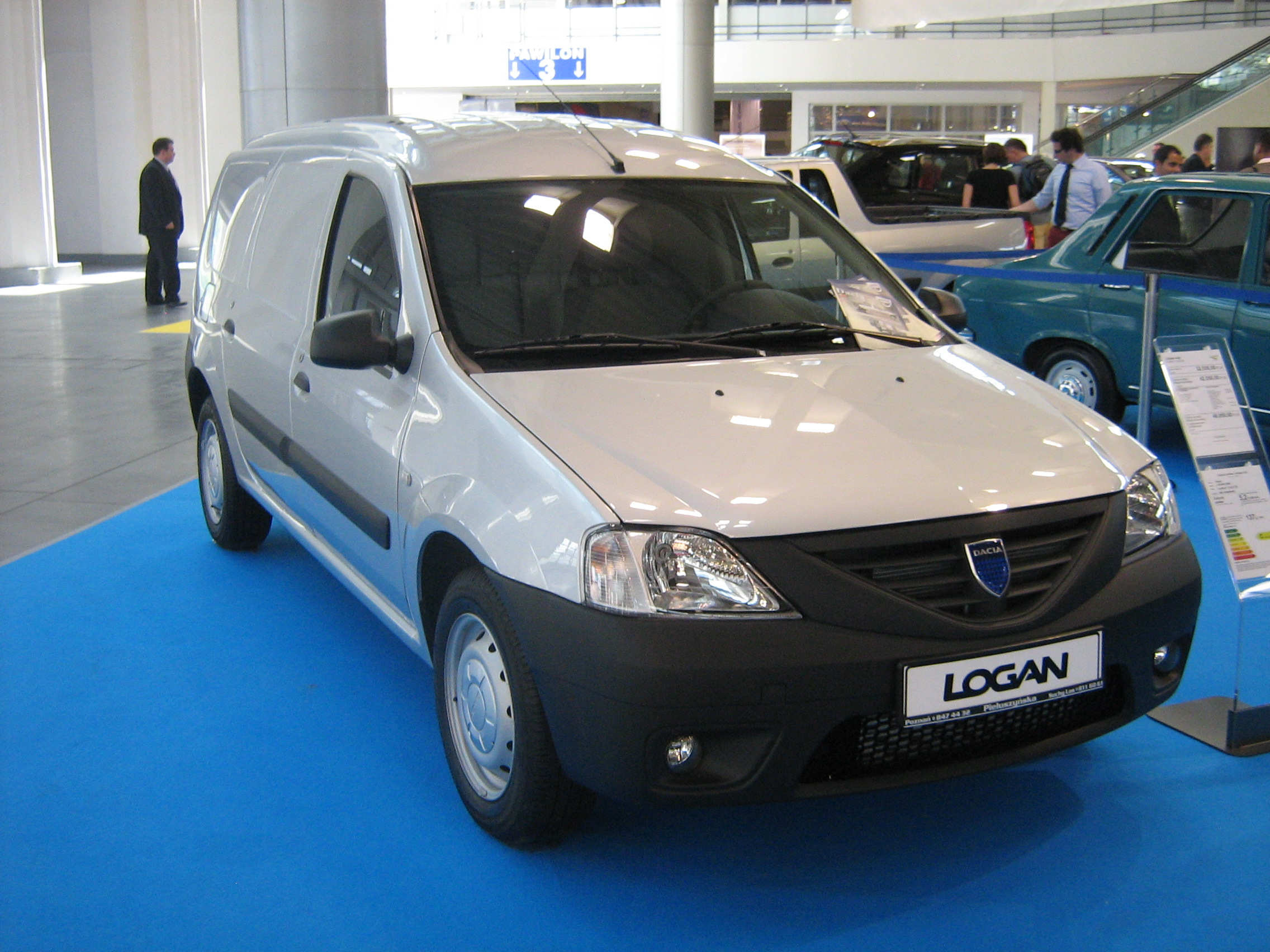
Dacia Logan Van

Вантажний фургон на базі універсала Logan MCV (внутрішньозаводський індекс F90). Уніфікований з ним по кузову, має такі ж розсувні бічні і задні двері. Боковини глухі: віконні прорізи у вантажному відсіку відсутні.
Об'єм вантажного відсіку 2,5 м³, вантажопідіймальність — 800 кг. Розміри фургона дозволяють розмістити вантаж довжиною до 1936 міліметрів.
На фургон встановлюються не всі двигуни, доступні покупцям універсалу: пропонується лише пара 8-клапанних бензинових двигунів (об'ємом 1,4 і 1,6 літра) і 70-сильний варіант 1,5-літрового турбодизеля. Ціни на Logan Van в Румунії починаються від 6700 євро з урахуванням податків.

#### Logan Pick-Up

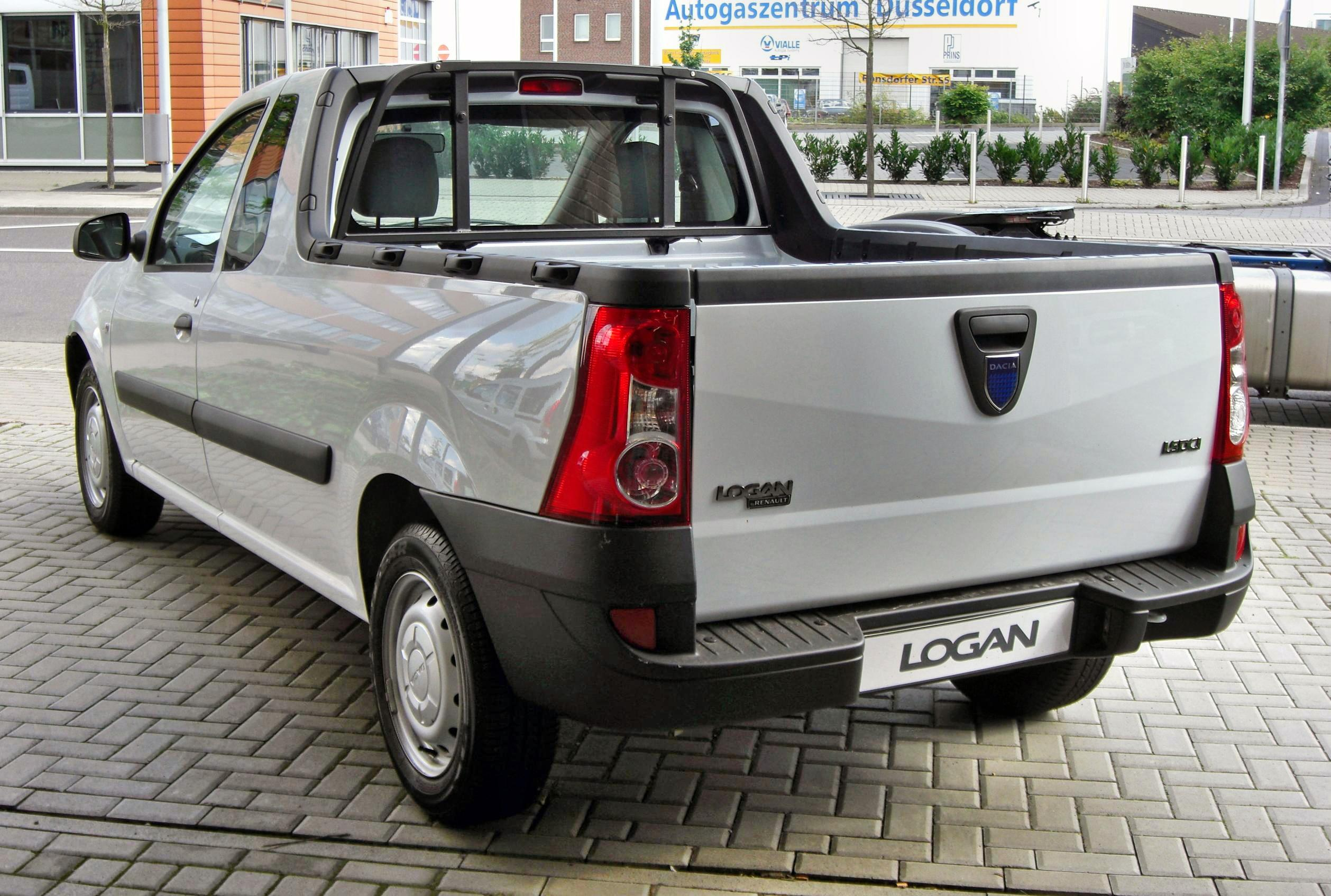
Dacia Logan Pick-Up

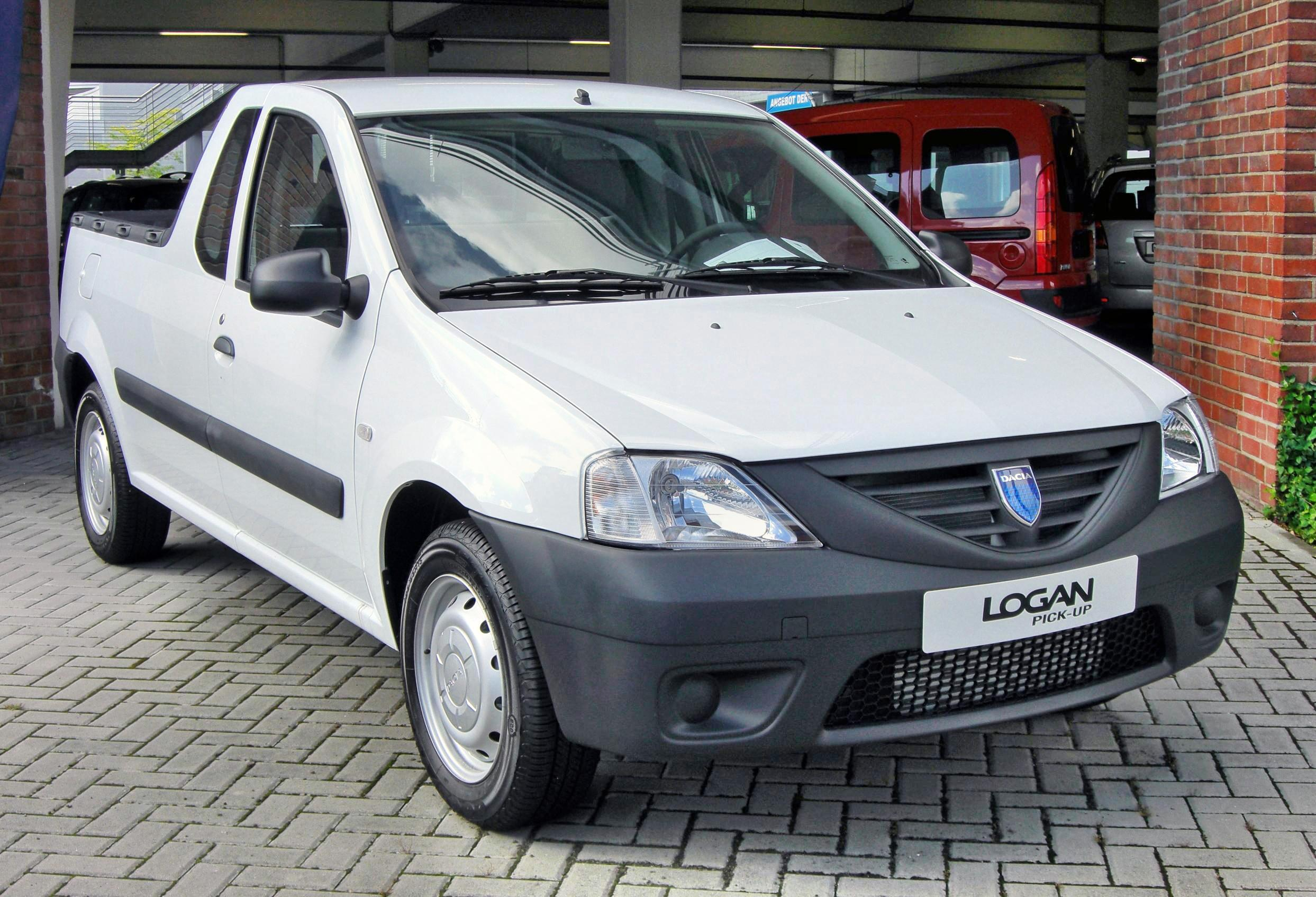
Dacia Logan Pick-Up

Вантажівка з відкритим кузовом на основі Logan (внутрішньозаводський індекс U90). Його прем'єра відбулася в жовтні 2007 року на автосалоні в Бухаресті.
У 2008 році пікап планувалося вивести на ринки Румунії, Болгарії, Туреччини та Алжиру. З 2009 року — по всій Європі. Ціна пікапа в Румунії становила 7250 євро з урахуванням податків (нетто 6092 євро). На деяких ринках (наприклад, в Південній Африці, Мексиці) продавався як Nissan NP200.

### Галерея

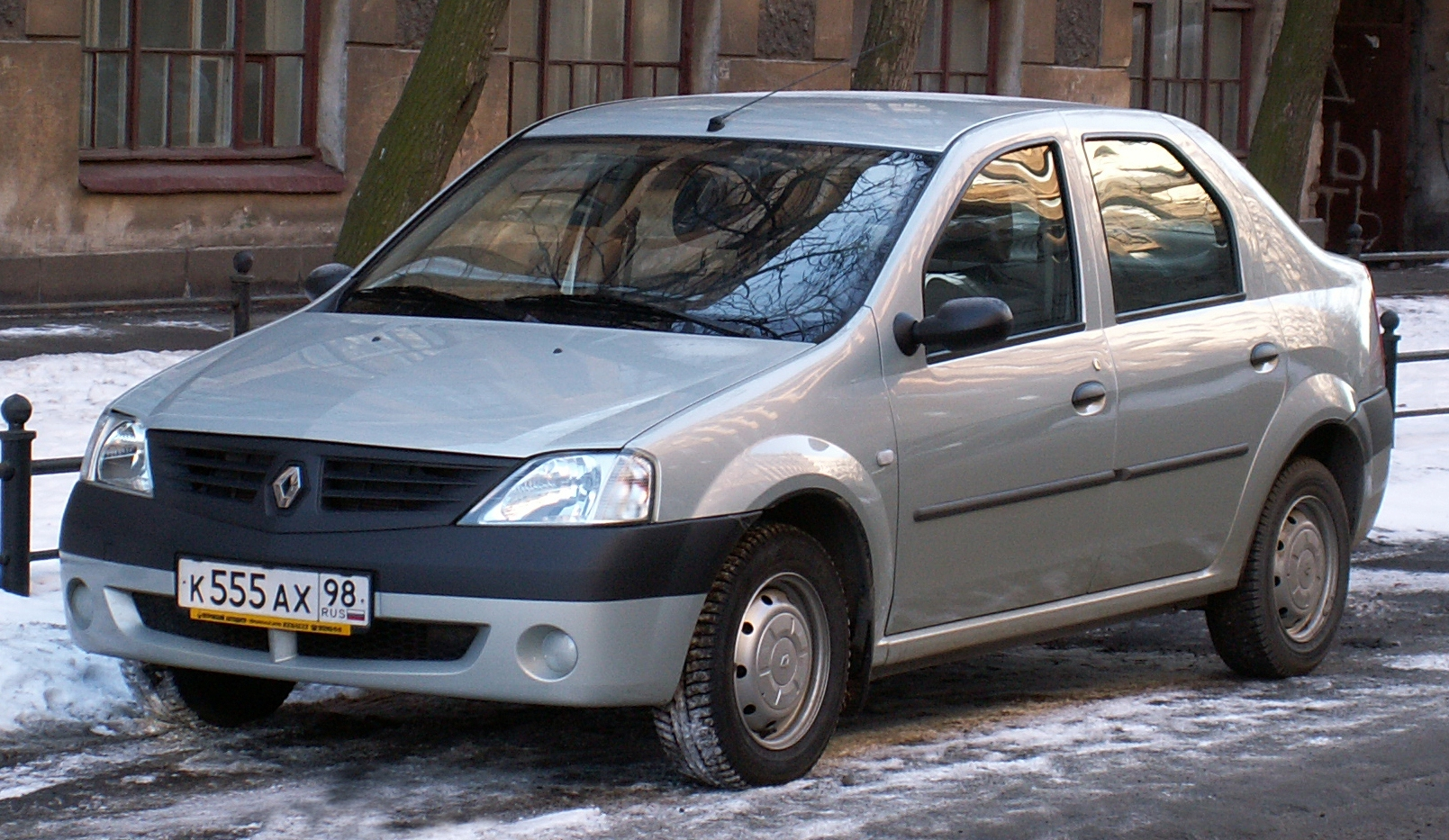
Renault Logan
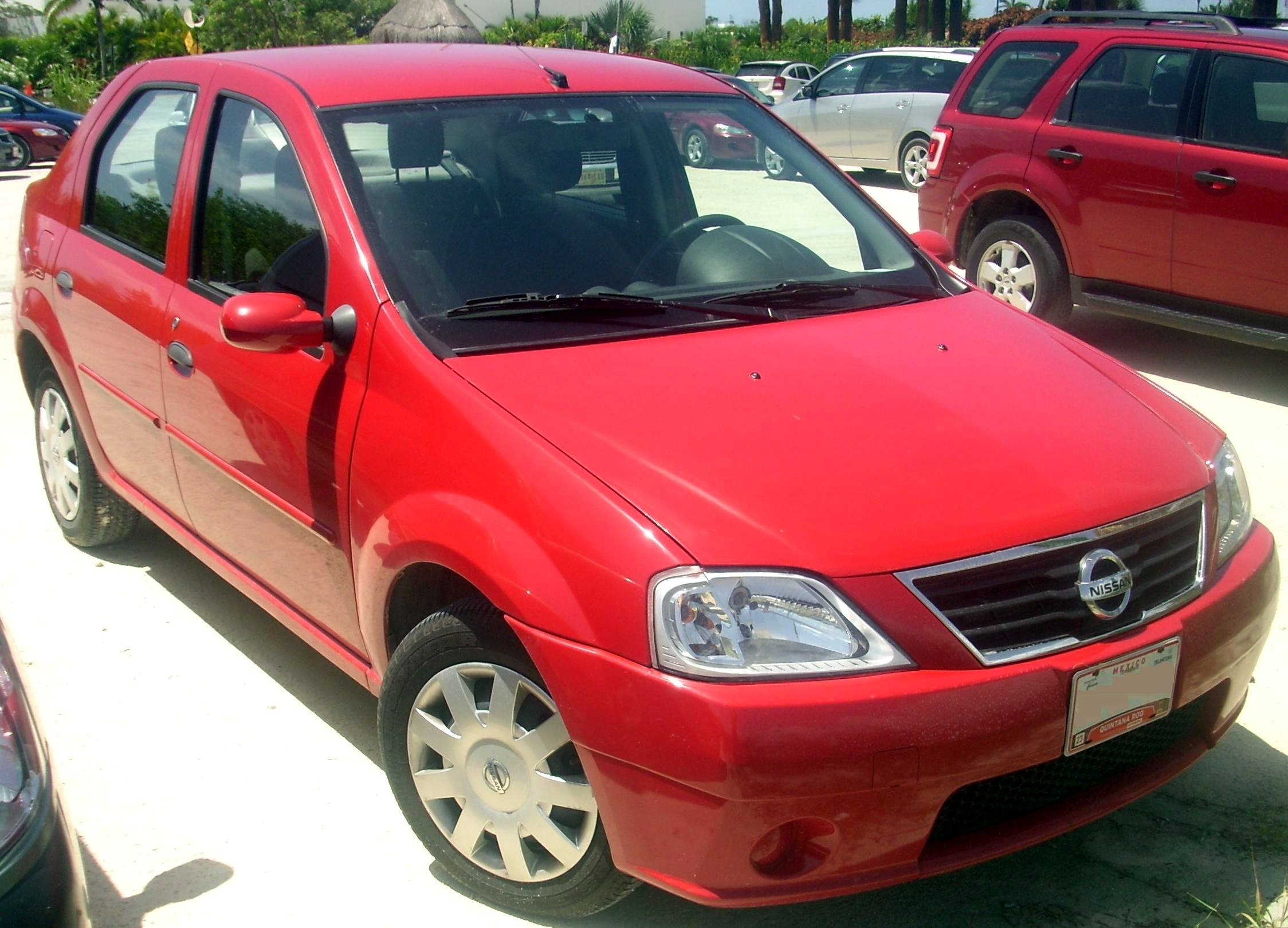
Nissan Aprio
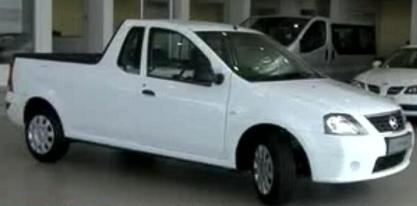
Nissan NP200

### Рестайлінг 2008 року
З липня 2008 року румунський завод Dacia почав виробництво оновленого седана Dacia Logan. Трохи змінена зовнішність і інтер'єр; є невеликі технічні зміни.
Зовнішні зміни: більші фари, інші бампери, решітка радіатора від Dacia Sandero з хромованою накладкою, змінені задні ліхтарі, кришка багажника іншої форми.
Інтер'єр: передня панель і дверні карти від хетчбека Dacia Sandero, нове кермо від Renault Clio, з'явився середній підголовник на задньому сидінні, центральний триточковий ремінь безпеки, введено регулювання кермової колонки по висоті (на деяких комплектаціях).
Техніка: розширена на 7 мм передня і задня колії, введена АБС Bosch восьмого покоління з функцією розподілу гальмівних зусиль при екстреному гальмуванні.

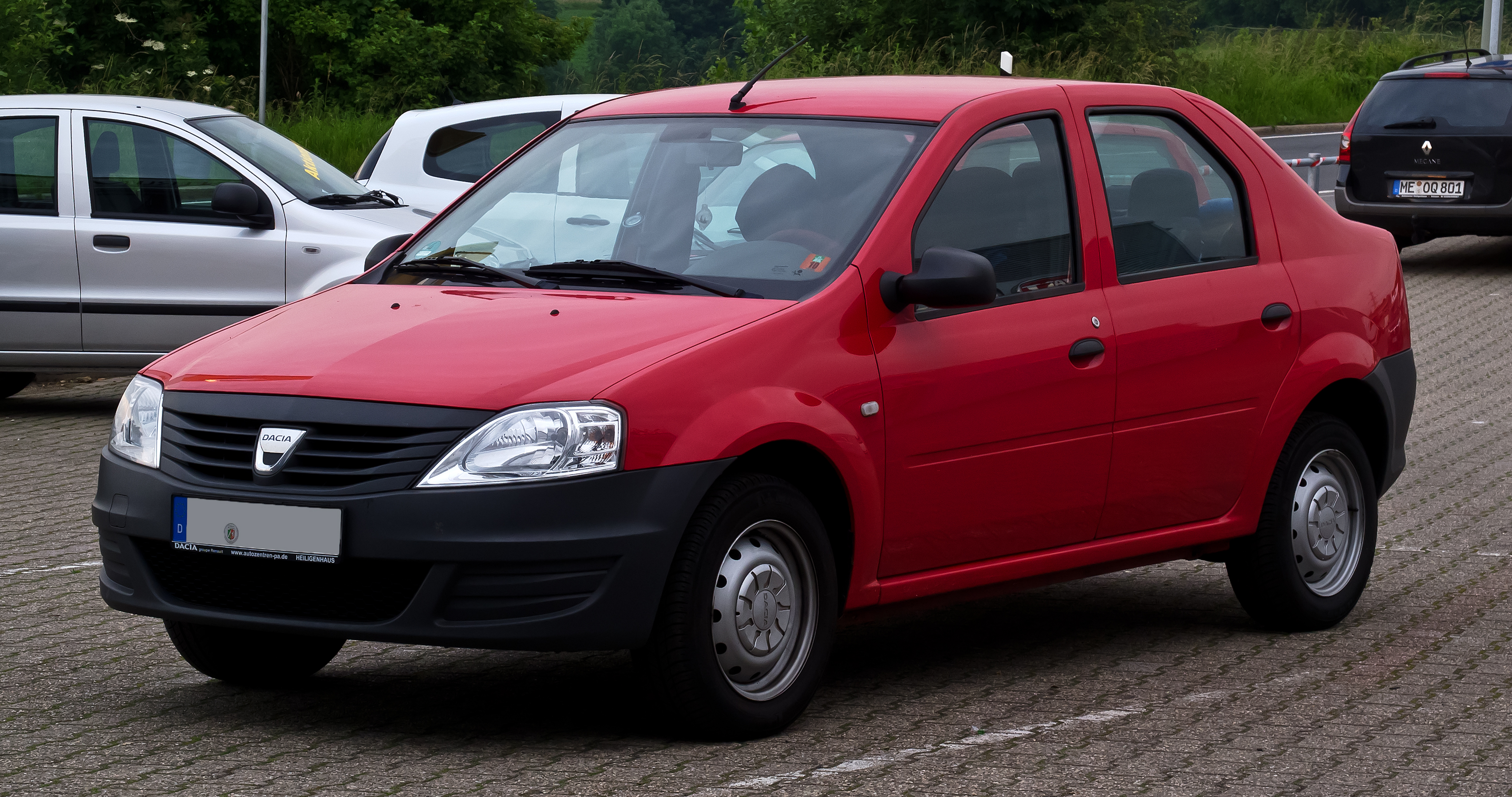
Dacia Logan седан (з 2008)
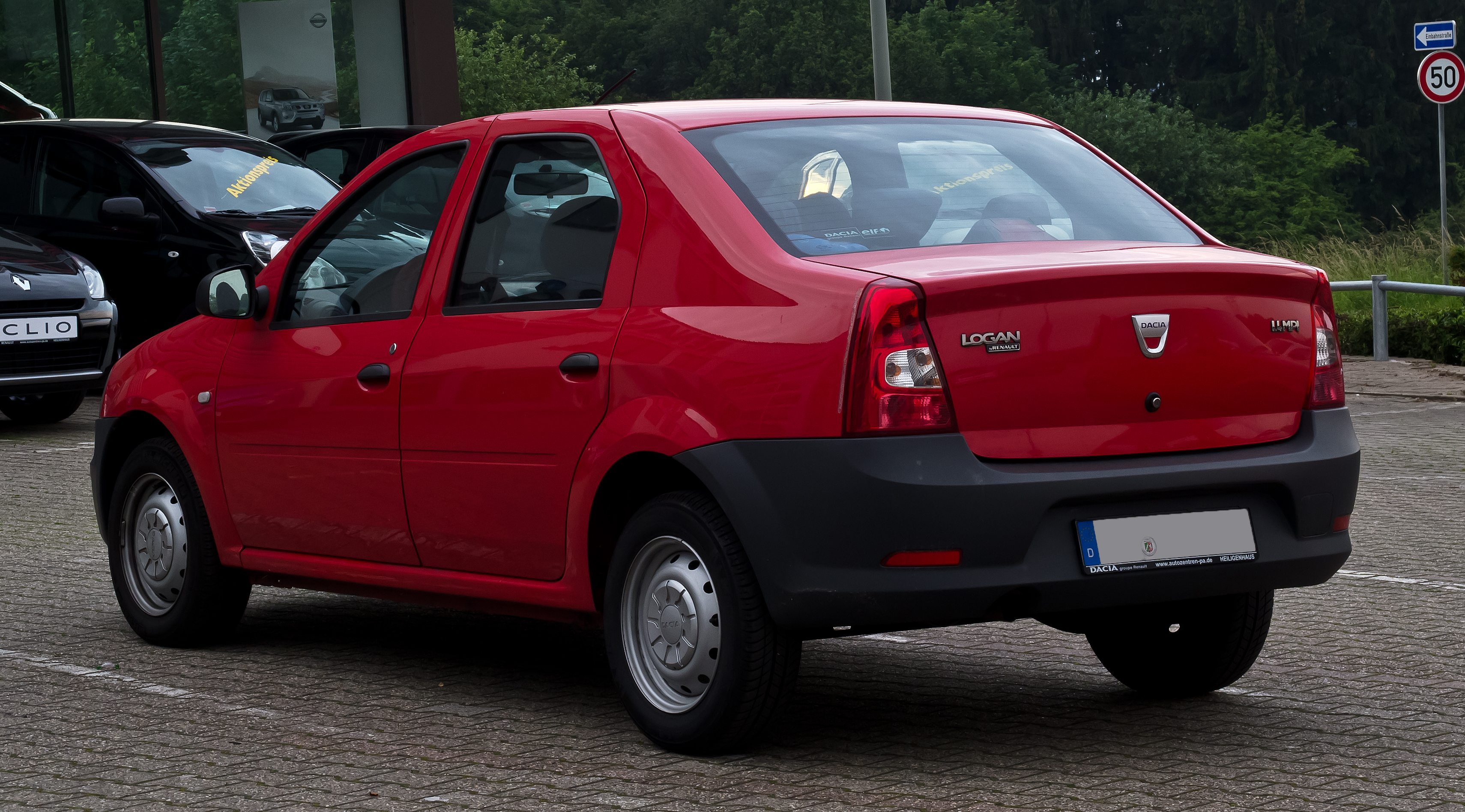
Dacia Logan седан (з 2008)
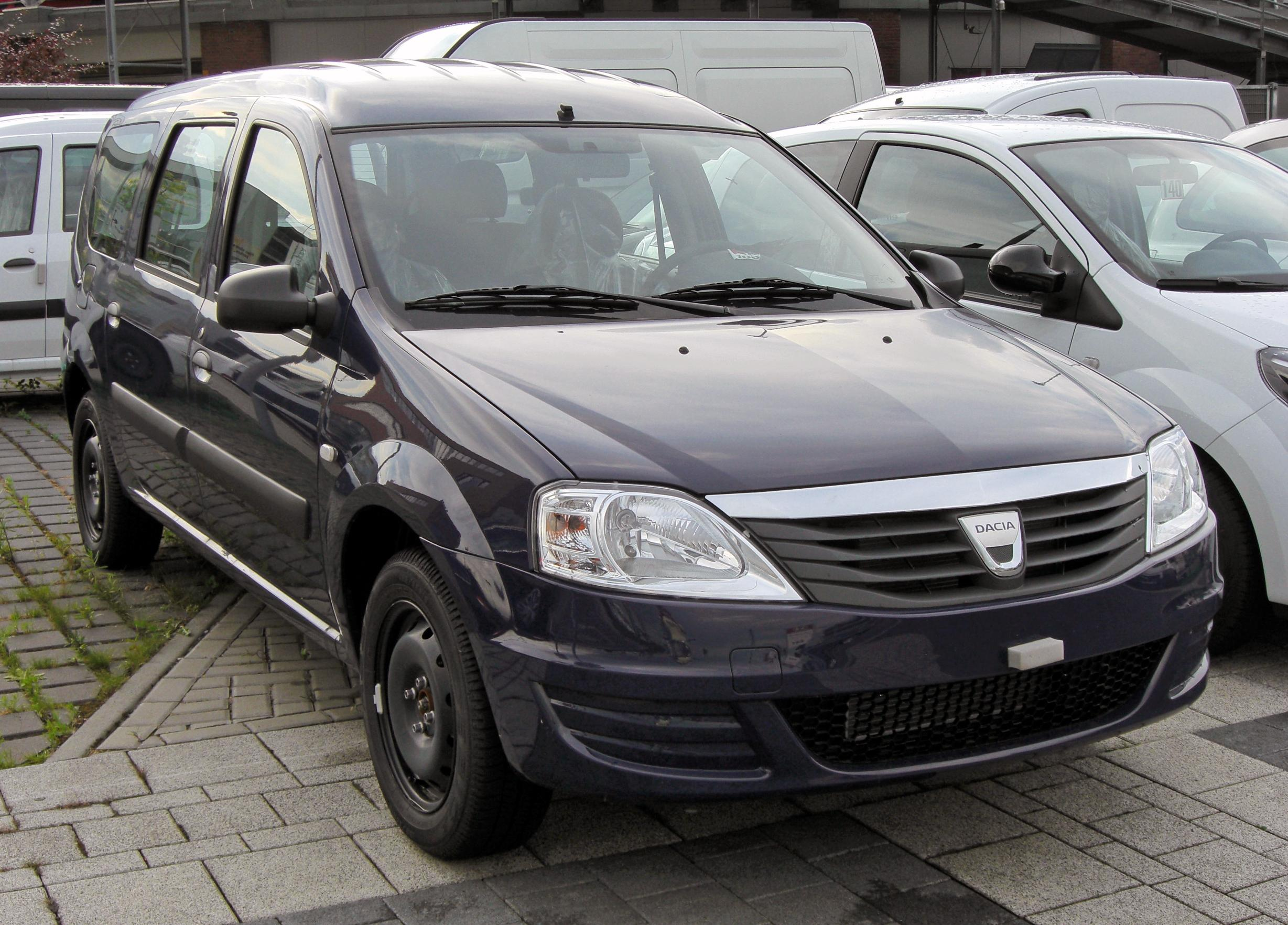
Dacia Logan MCV (з 2009)
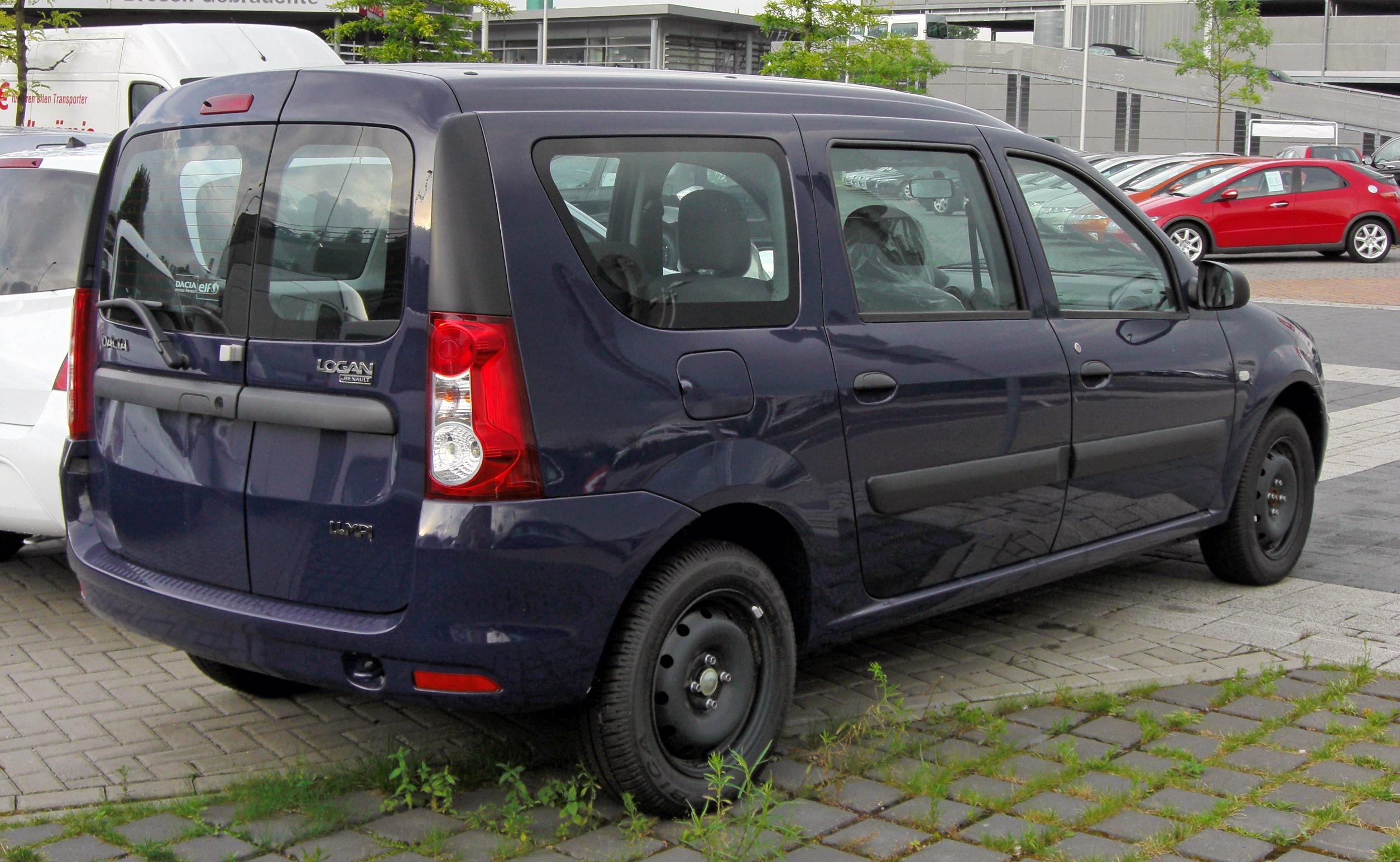
Dacia Logan MCV (з 2009)
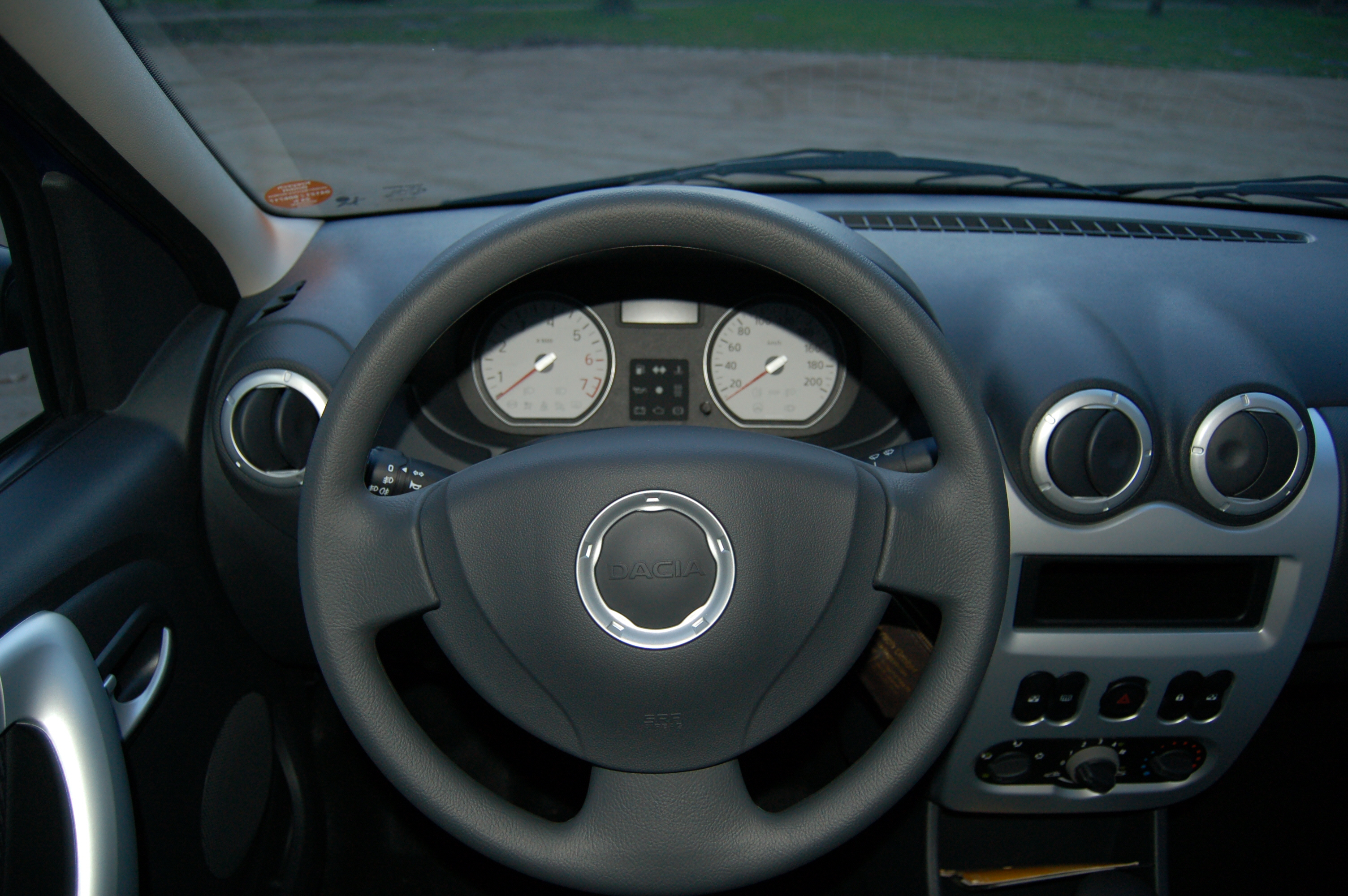
Вигляд салону
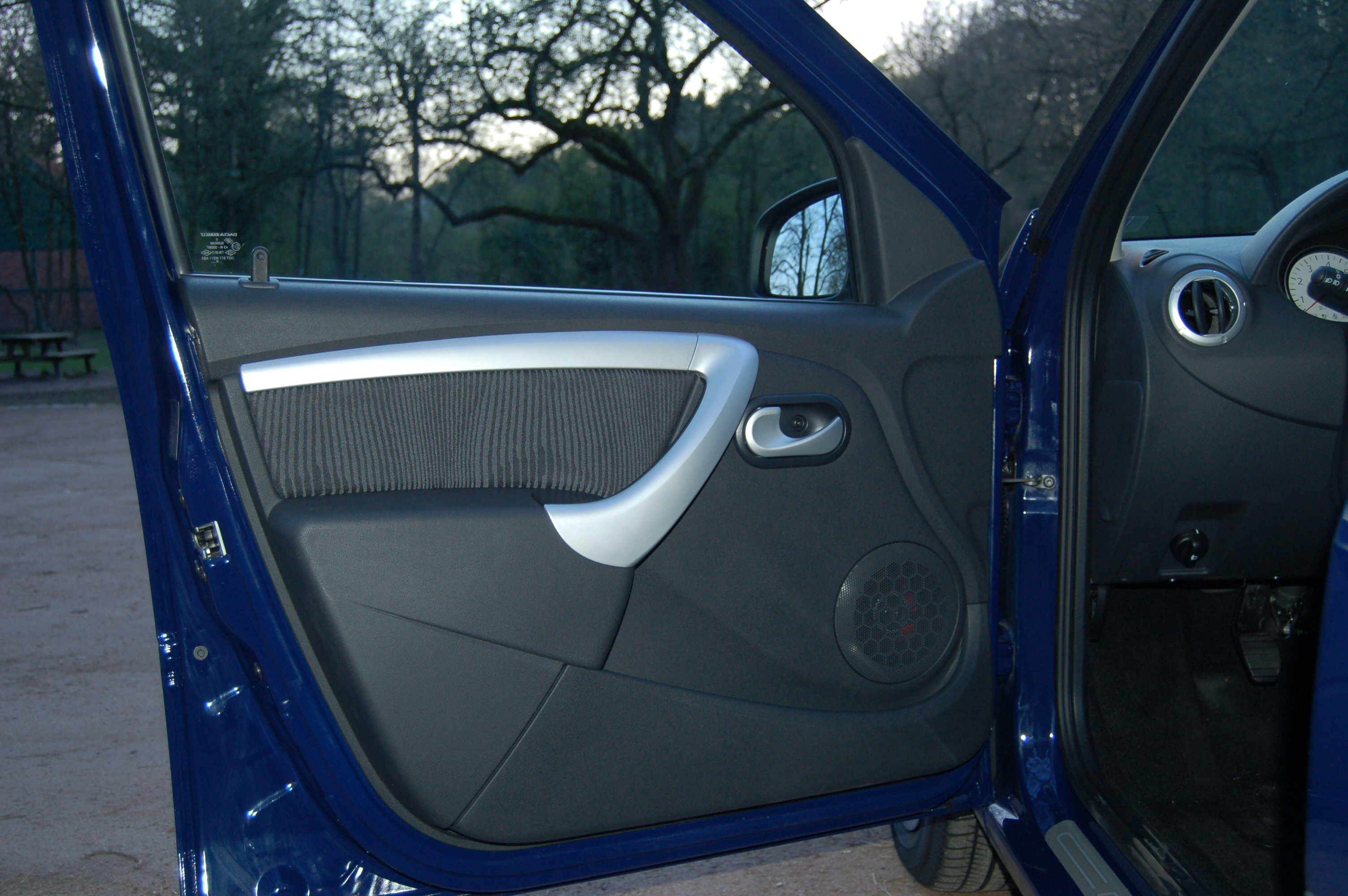
Двері (всередині салону)

### Продажі Logan
| Бренд   | 2004   | 2005    | 2006    | 2007    | 2008    | 2009    | 2010    | 2011    | 2012    | Всього    |
| ------- | ------ | ------- | ------- | ------- | ------- | ------- | ------- | ------- | ------- | --------- |
| Dacia   | 22,833 | 135,184 | 184,472 | 230,294 | 218,887 | 160,120 | 126,598 | 95,365  | 102,175 | 1,275,928 |
| Renault | -      | 9,915   | 63,134  | 136,742 | 206,059 | 150,603 | 189,898 | 253,698 | 221,752 | 1,231,801 |
| Всього  | 22,833 | 145,099 | 247,606 | 367,036 | 424,946 | 310,723 | 316,496 | 349,063 | 323,927 | 2,507,729 |

## Друге покоління (L52/K52; 2012)

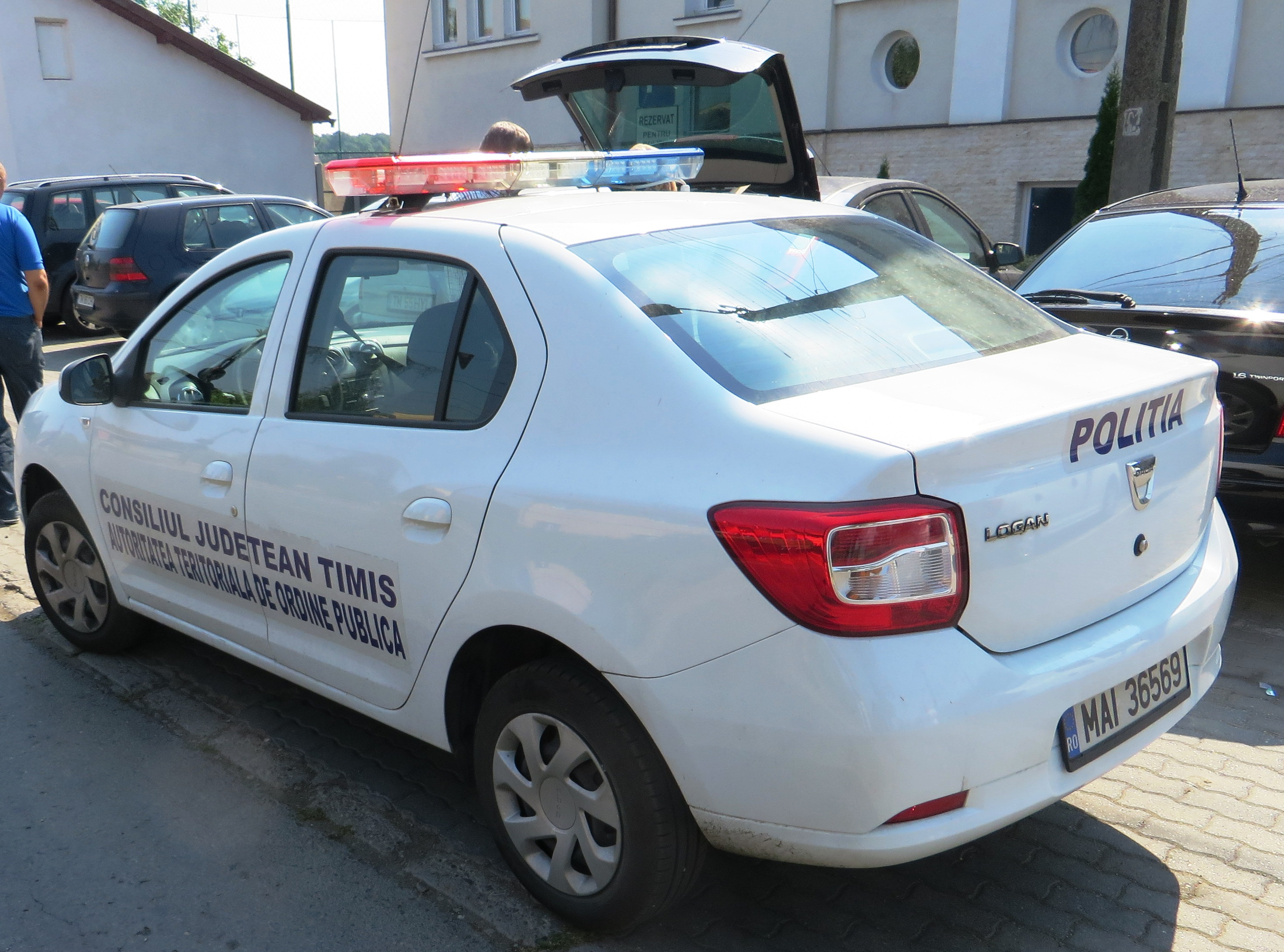
Dacia Logan II (2012—2016)

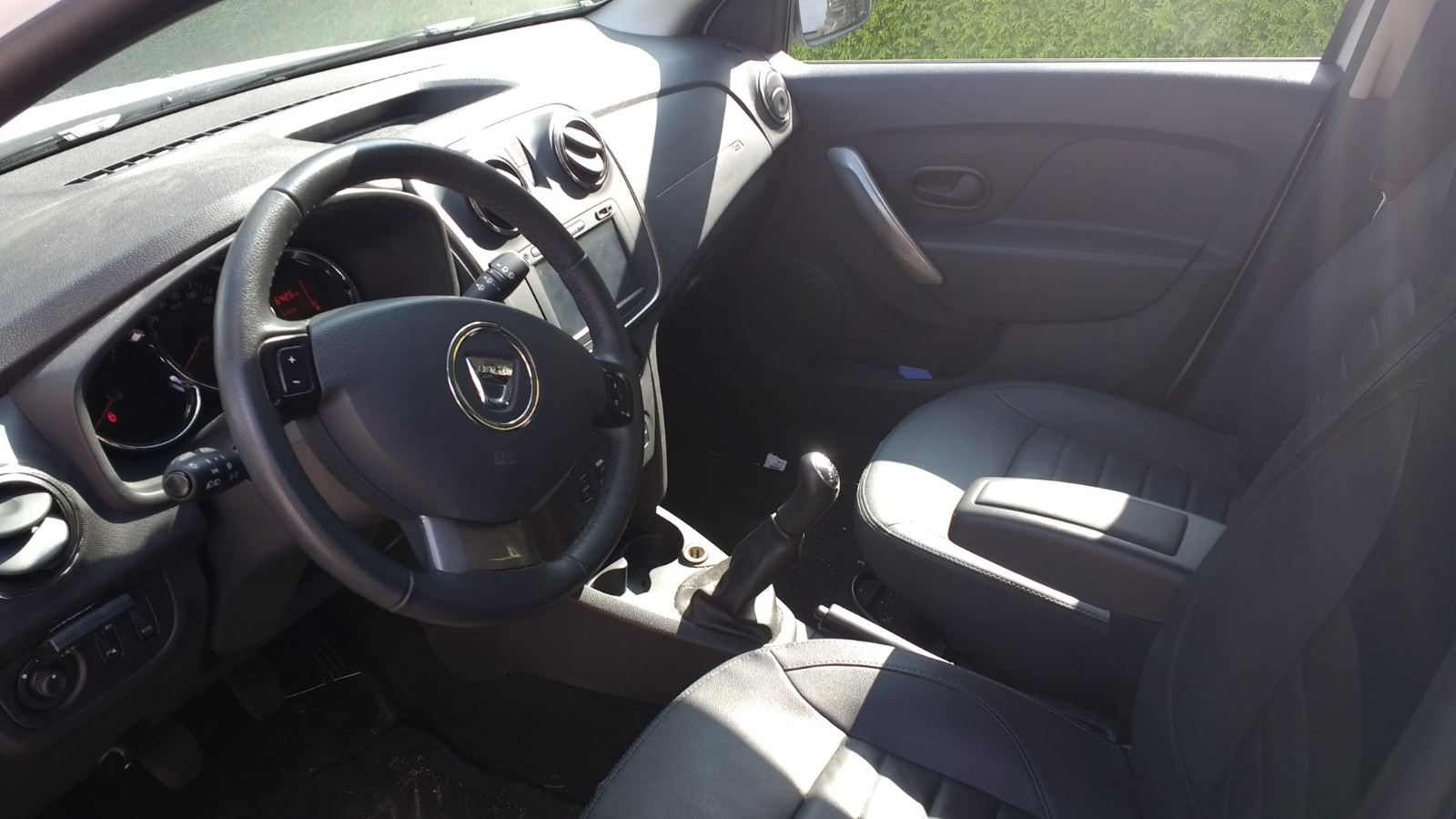
Салон Dacia Logan II

Перші офіційні фотографії Dacia Logan другого покоління представлено 17 вересня 2012 року, офіційна презентація моделі відбулася на Паризькому автосалоні 2012 року. В продаж автомобілі надійшли наприкінці 2012 року.
У другого Logan сильно змінилися зовнішня і внутрішня частини. Передня підвіска Logan другого покоління — McPherson з амортизаційною стійкою і пружиною, двома сайлентблоками у важелі і шаровою опорою. Задня підвіска — балка, що скручується, з окремо встановленими пружинами і телескопічними газонаповненими амортизаторами двосторонньої дії. Також у Logan залишився великий багажник об'ємом 510 л, відтепер можна скласти задні сидіння, щоб його збільшити.
Базовим двигуном для сімейства Logan-Sandero став новий трициліндровий турбодвигун об'ємом 0,9 л і потужністю 90 к.с., який агрегатується з «механікою».
Автомобіль Renault Logan представлений у трьох комплектаціях: Access, Ambiance та Laureate. Перша модель пропонує обмежений перелік оснащення, і, зважаючи на сучасні тенденції, може здатись занадто базовою. Вона постачається з 15-дюймовими сталевими дисками коліс, рейлінгами даху, електричним контролем стабільності та фіксаторами дитячих крісел ISOFIX. Враховуючи це, слід звернути увагу на Ambiance з кондиціонером повітря, центральним замком, хромованими акцентами інтер'єру, електричними передніми вікнами, DAB цифровим радіо та Bluetooth. Топова Laureate додасть 7-дюймовий сенсорний екран інформаційно-розважальної системи з супутниковою навігацією та круїз контролем. Крім того, до переліку оснащення цієї моделі увійшли: пофарбовані у колір кузова ручки дверей та дзеркала, покращена обшивка сидінь, бортовий комп'ютер, шкіряний важіль перемикання передач, задні сенсори паркування, передні протитуманні фари та кондиціонер.

### Logan MCV

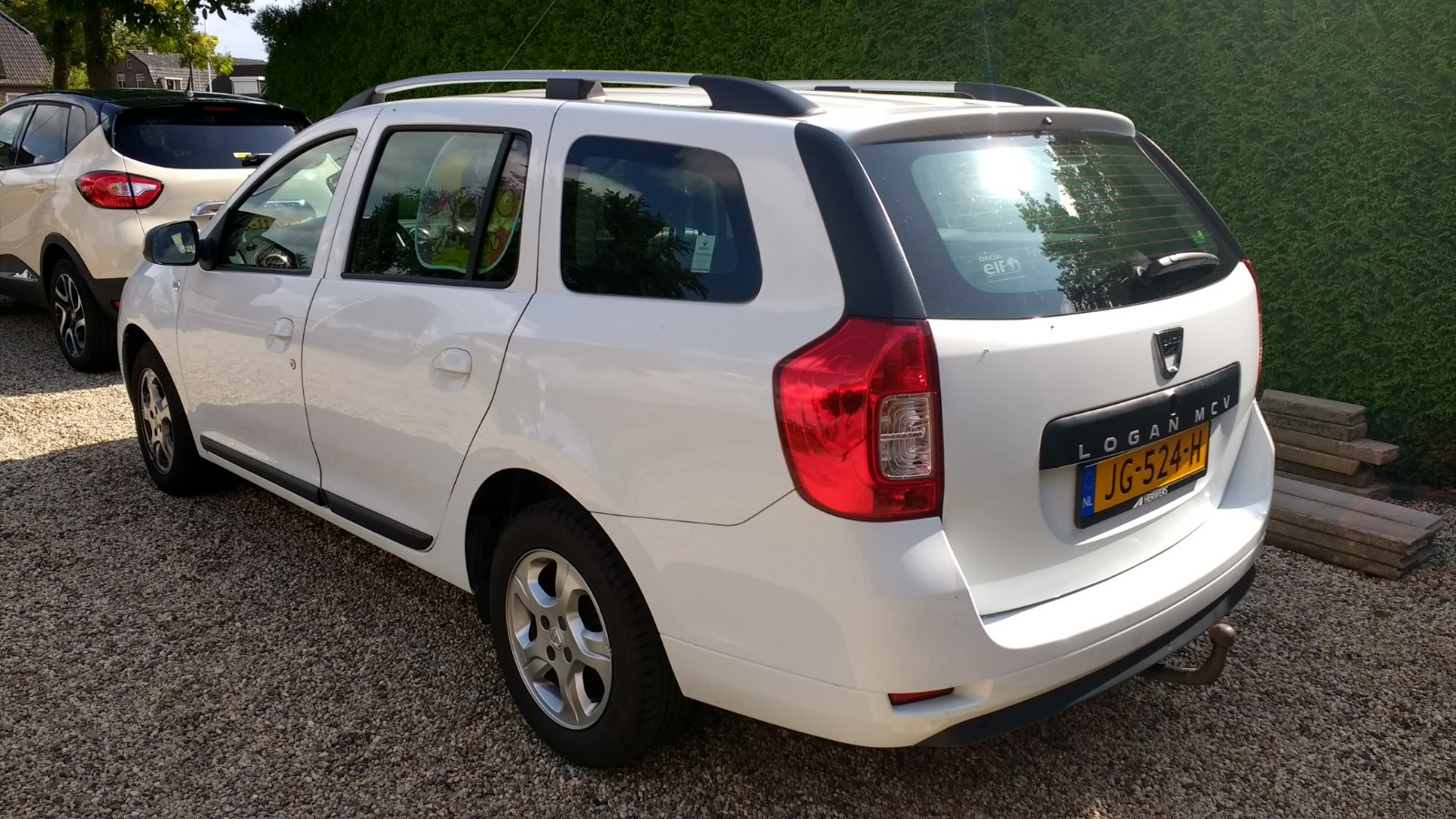
Dacia Logan II MCV (2013—2016)

Восени на моторшоу в Женеві 2013 року представлено універсал Dacia Logan MCV другого покоління.
Старий Logan MCV мав три ряди крісел (в Росії його випускають в Тольятті як Lada Largus). Однак нова модель, отримала лише два ряди сидінь. Маркетологи підрахували, що семимісна версія універсала почне забирати покупців у однооб'ємника Dacia Lodgy.
З технічної точки зору новий універсал нічим не відрізняється від седана. Оснащення початкового рівня включає: 4 подушки безпеки, кріплення ISOFIX, USB-вихід, функцію Bluetooth-з'єднання, кондиціонер, круїз-контроль і 4 автоматизованих вікна. Салон оздоблений хромованими деталями, покликаними розбавити похмурі темно-сірі кольори пластикових поверхонь. Також, в салоні є модернізоване радіо / CD програвач з можливістю управління за допомогою кнопок, розташованих на рульовій колонці.
Об'єм багажника універсала становить 573 літрів, а при складених задніх сидіннях — 1518 літрів.

### Рестайлінг 2016 року

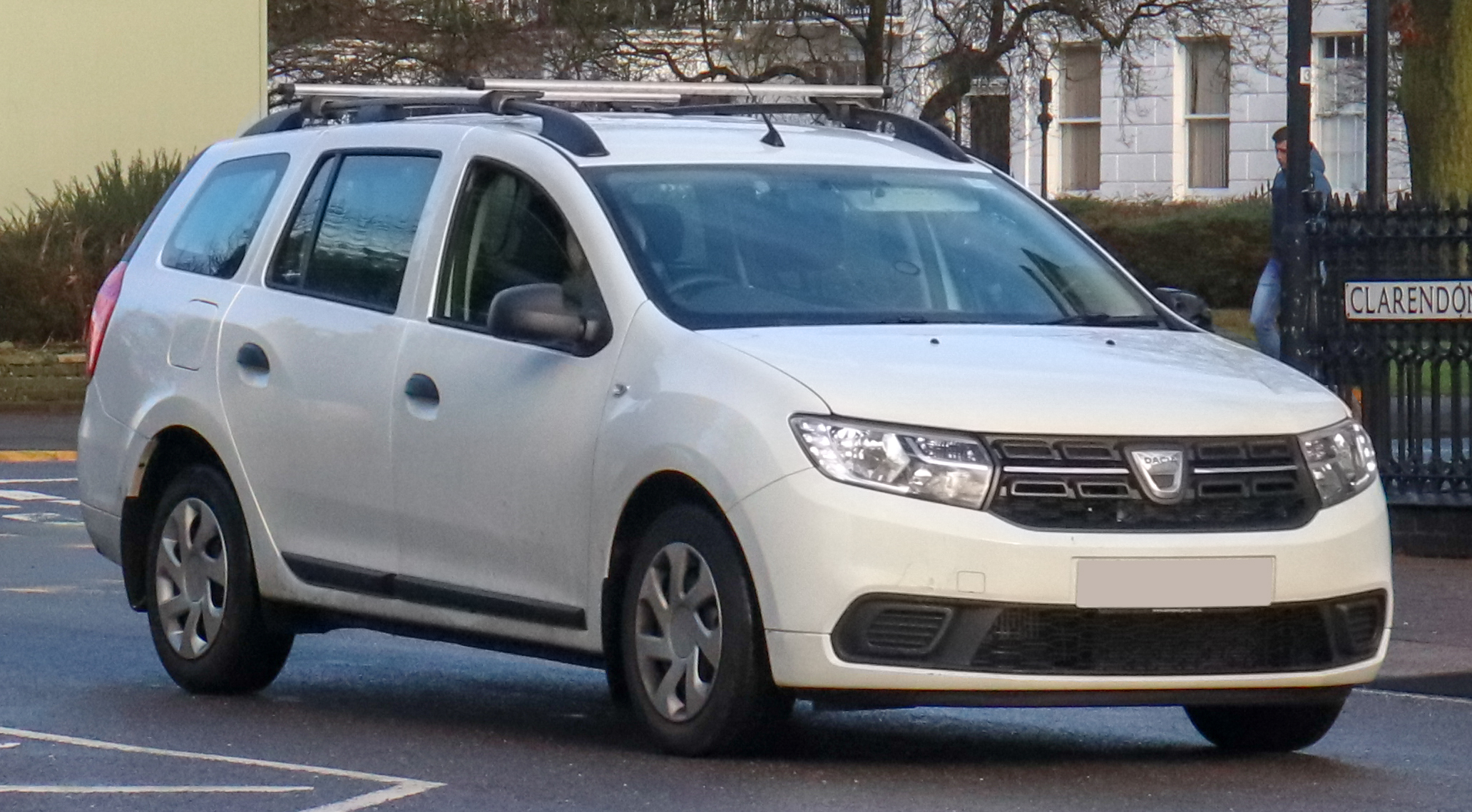
Dacia Logan II MCV (з 2016)

Восени 2016 року у Паризькому автосалоні представлені оновлені Renault Logan і Sandero другого покоління. Седан отримав видозмінені фари і ґрати радіатора, обидва бампера. Ззаду нові ліхтарі. В інтер'єрі тільки кермове колесо. Під капотом нові мотори.
В Україні Logan продається під брендом Renaullt.

### Двигуни
| Модель     | Об'єм см³ | Циліндри/ Клапани | Потужність кВт (к.с.) при об/хв | Крутний момент Нм при об/хв | Роки виробництва |           |           |
| Бензинові  | Бензинові | Бензинові         | Бензинові                       | Бензинові                   | Бензинові        | Бензинові | Бензинові |
| ---------- | --------- | ----------------- | ------------------------------- | --------------------------- | ---------------- | --------- | --------- |
| 0.9 TCe 90 | 899       | 3/12              | 66 (90) / 5250                  | 135 / 2500                  | з 2012           |           |           |
| 1.0 МТ     | 999       | 3/12              | 48 (65) / 6300                  | 95 / 3600                   | з 2012           |           |           |
| 1.2 16V 75 | 1149      | 4/16              | 55 (75) / 5500                  | 107 / 4250                  | з 2012           |           |           |
| Дизельні   |           |                   |                                 |                             |                  |           |           |
| 1.5 dCi 75 | 1461      | 4/16              | 55 (75) / 3750                  | 200 / 1750                  | з 2012           |           |           |
| 1.5 dCi 90 | 1461      | 4/16              | 66 (90) / 3750                  | 220 / 1750                  | з 2012           |           |           |

## Третє покоління (LJI; 2020)

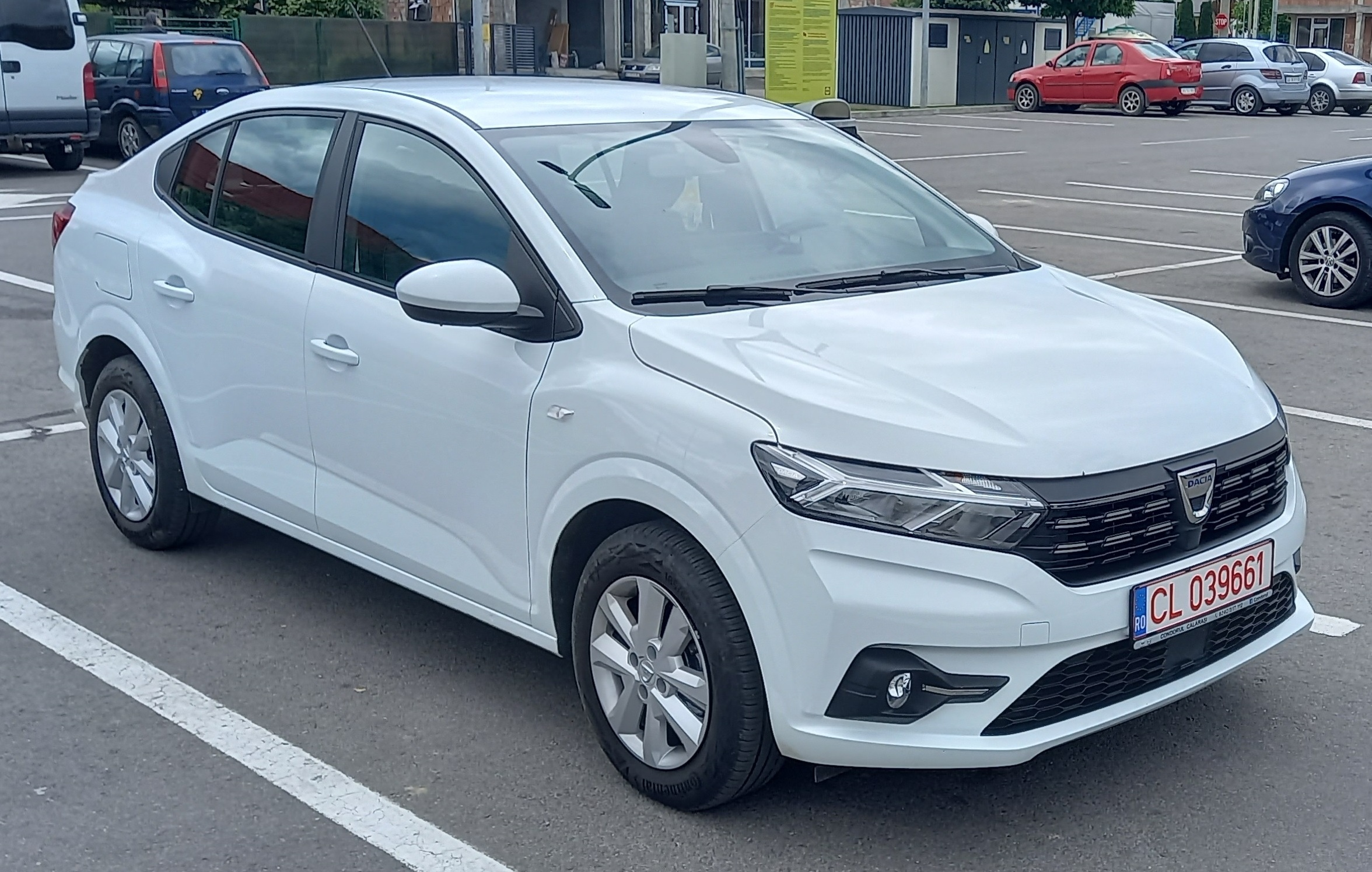
Dacia Logan III

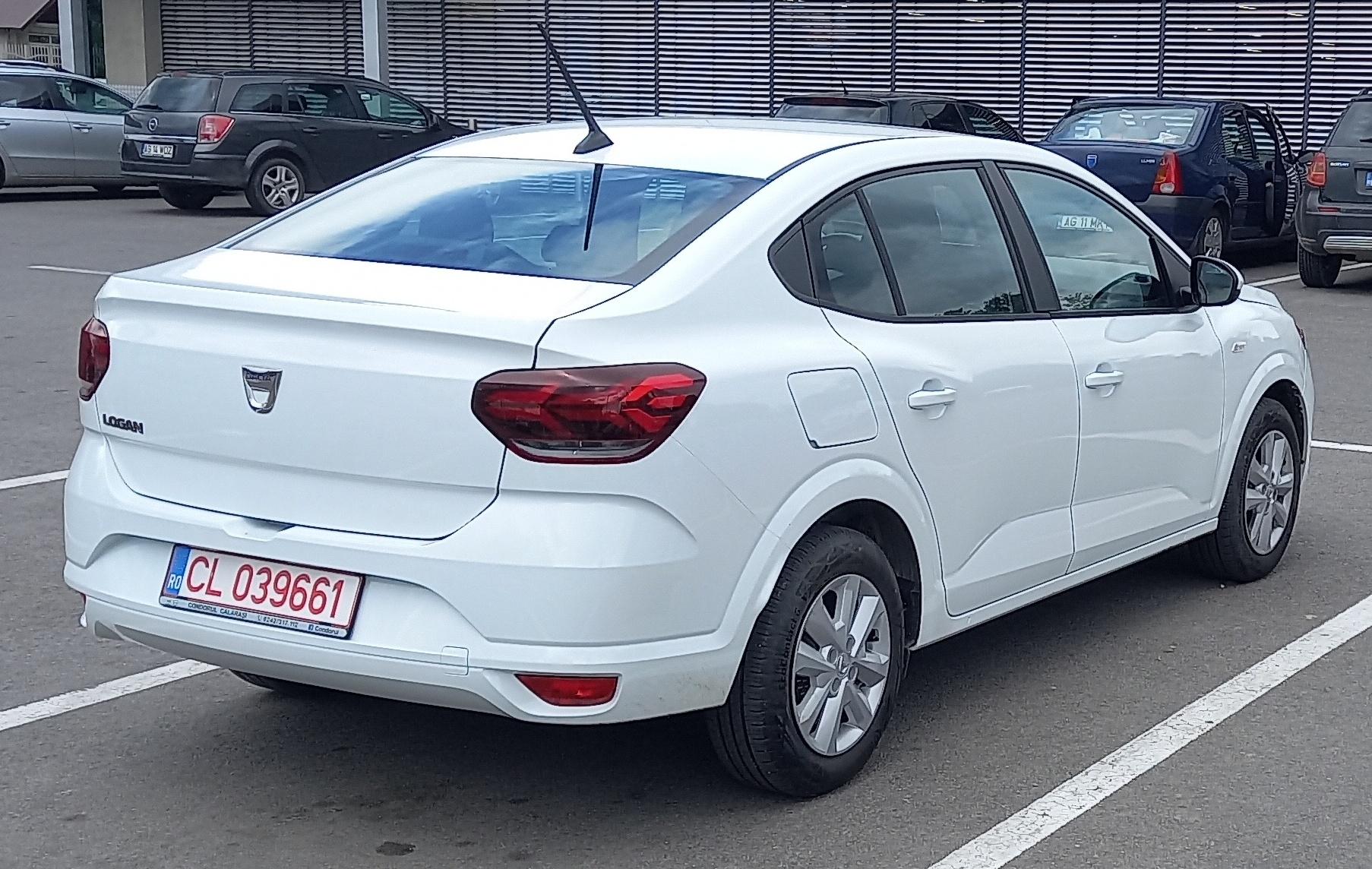

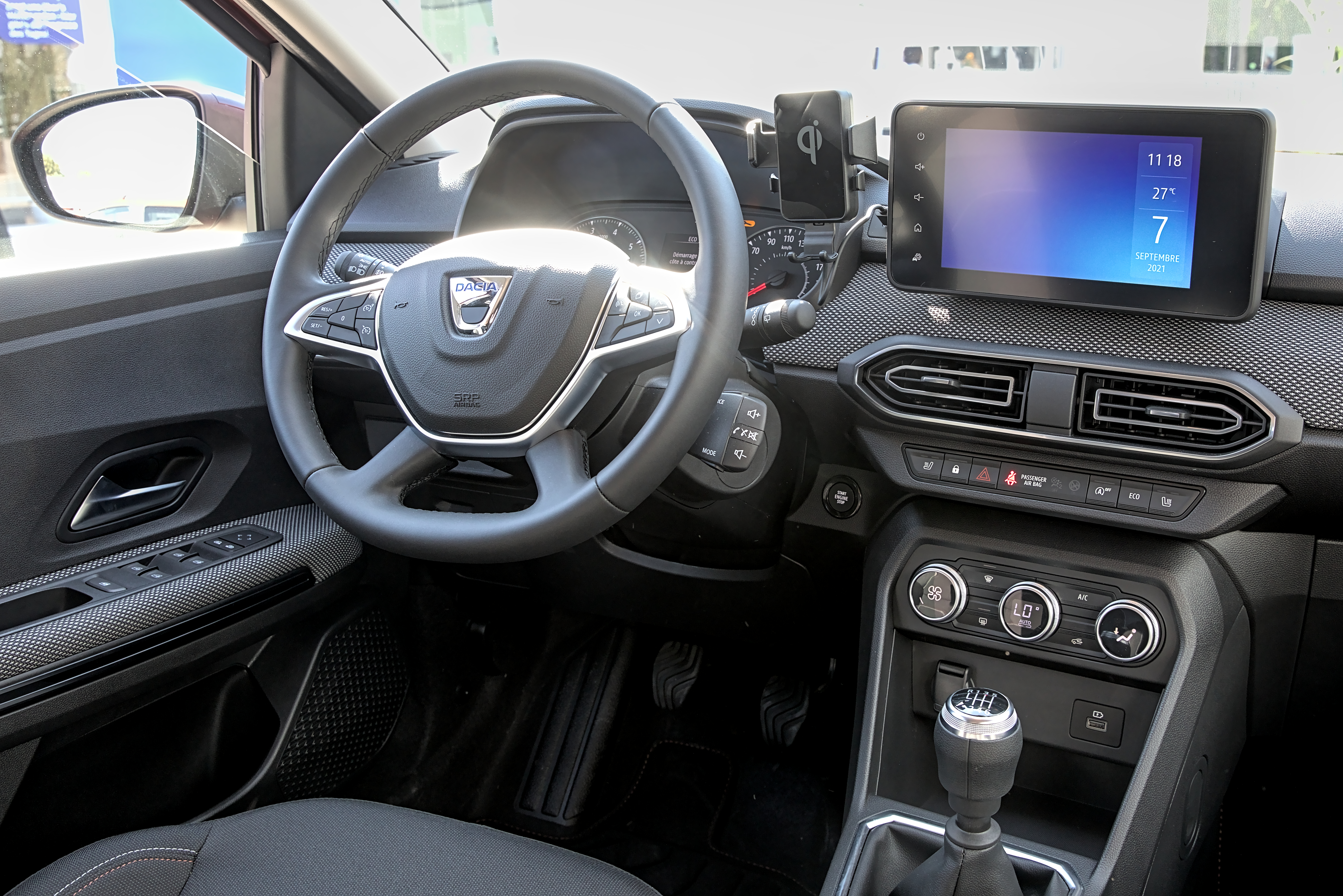

Третє покоління Logan було представлено у вересні 2020 року разом із моделями Sandero та Sandero Stepway.
Новинки перейшли на платформу CMF-B — аналогічну мають Nissan Juke, Renault Clio та новий європейський Renault Arkana.
Седан став на 3,6 сантиметра довшим. Нові лінії даху, бічного скла та укорочений задній звіс надають йому динамічніший вигляд. Простір для ніг задніх пасажирів збільшився на 42 мм, а обсяг багажника — на 18 літрів (до 528 літрів). Для вантажного відсіку передбачено новий органайзер, що дозволяє розділити його на чотири частини різного розміру.
З моторної лінійки зник 1,5-літровий дизель dCi, а тому новинки пропонуватимуться тільки із трициліндровими бензиновими агрегатами. Всі вони оснащені системою Start-Stop та відповідають стандарту Euro 6D.
Молодшим версіям встановлять літровий 65-сильний атмосферний SCe 65 з п'ятиступеневою механікою. Далі йде 90-сильний турбомотор TCe 90, який може поєднуватися з шестиступеневою механікою або новим варіатором, які прийшли на зміну роботу Easy'R. На вершині лінійки розташувався двопаливний TCe 100 ECO-G з шестиступеневою механікою, що працює й на бензині, й на зрідженому газі (LPG). 50-літровий балон газу і бензобак аналогічного обсягу дозволяють новому Dacia Sandero подолати на одній заправці 1300 кілометрів.

### Двигуни
- 1.0 H4D SCe 65 I3
- 1.0 H4Dt SCe 90 I3
- 1.0 H4Dt SCe 100 ECO-G I3 (CNG)

### Renault Taliant (LJF)
Renault Taliant — це ребеджинговий автомобіль на базі Dacia Logan дорестайлингового третього покоління. Він був представлений у Туреччині 11 березня 2021 року і надійшов у продаж 24 травня 2021 року, а в Україні наприкінці 2024 року. Автомобіль загалом багато в чому схожий на Logan, має той самий кузов із змінами на передній і задній частинах (зокрема фонарі) та плечових лініях бічних дверей. Як і Logan, Taliant базується на платформі CMF-B LS.
Назва «Таліант» походить від слова «талант» французькою мовою.

Renault Taliant 2021
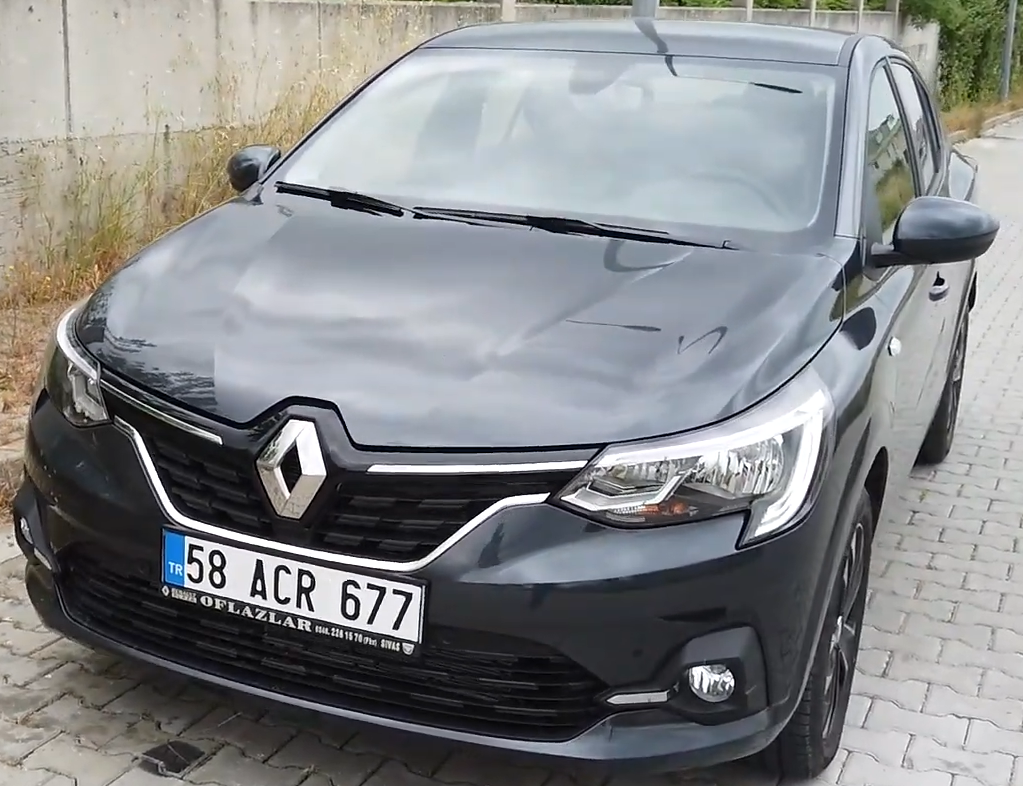
Renault Taliant (Туреччина)
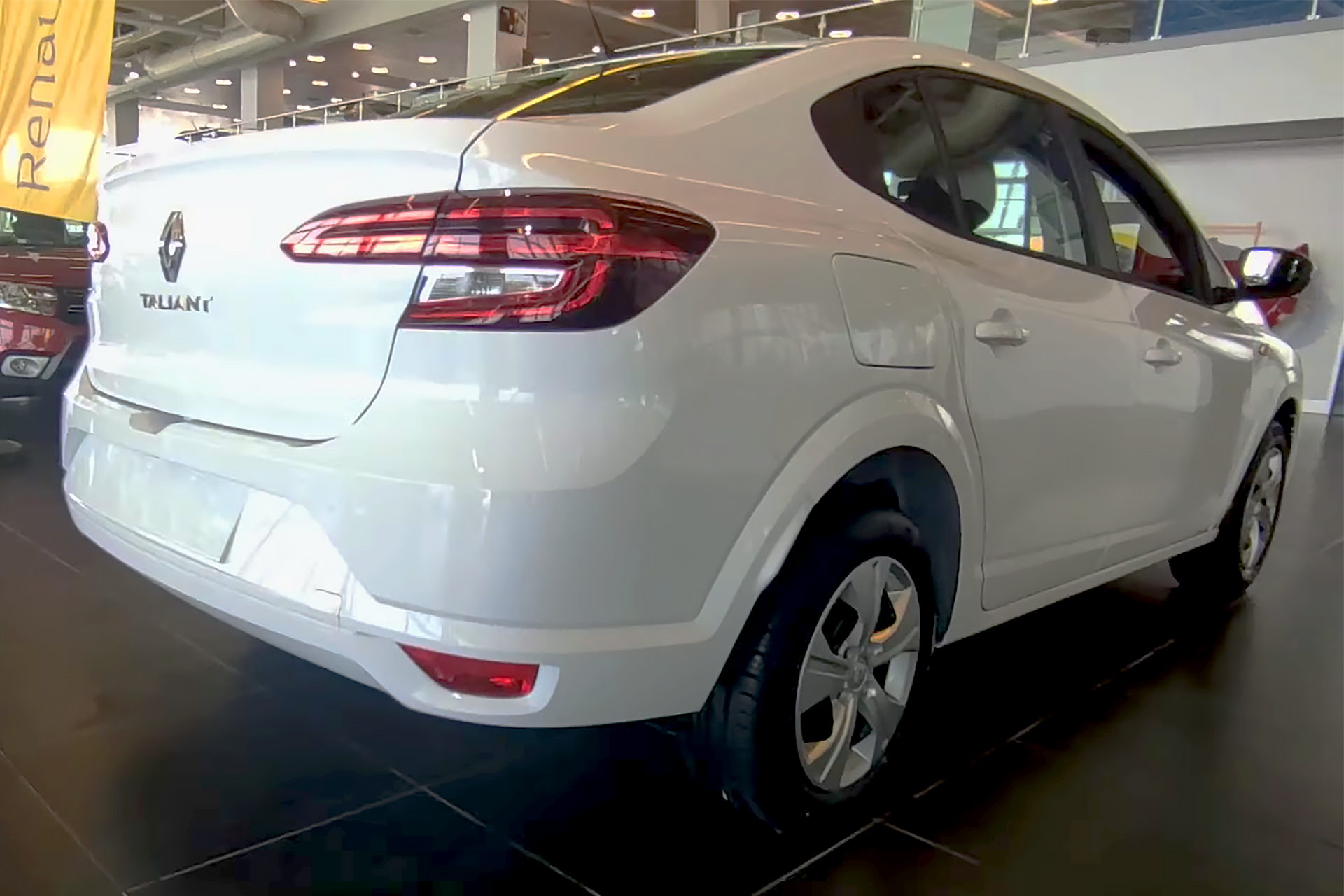
Renault Taliant (ззаду)
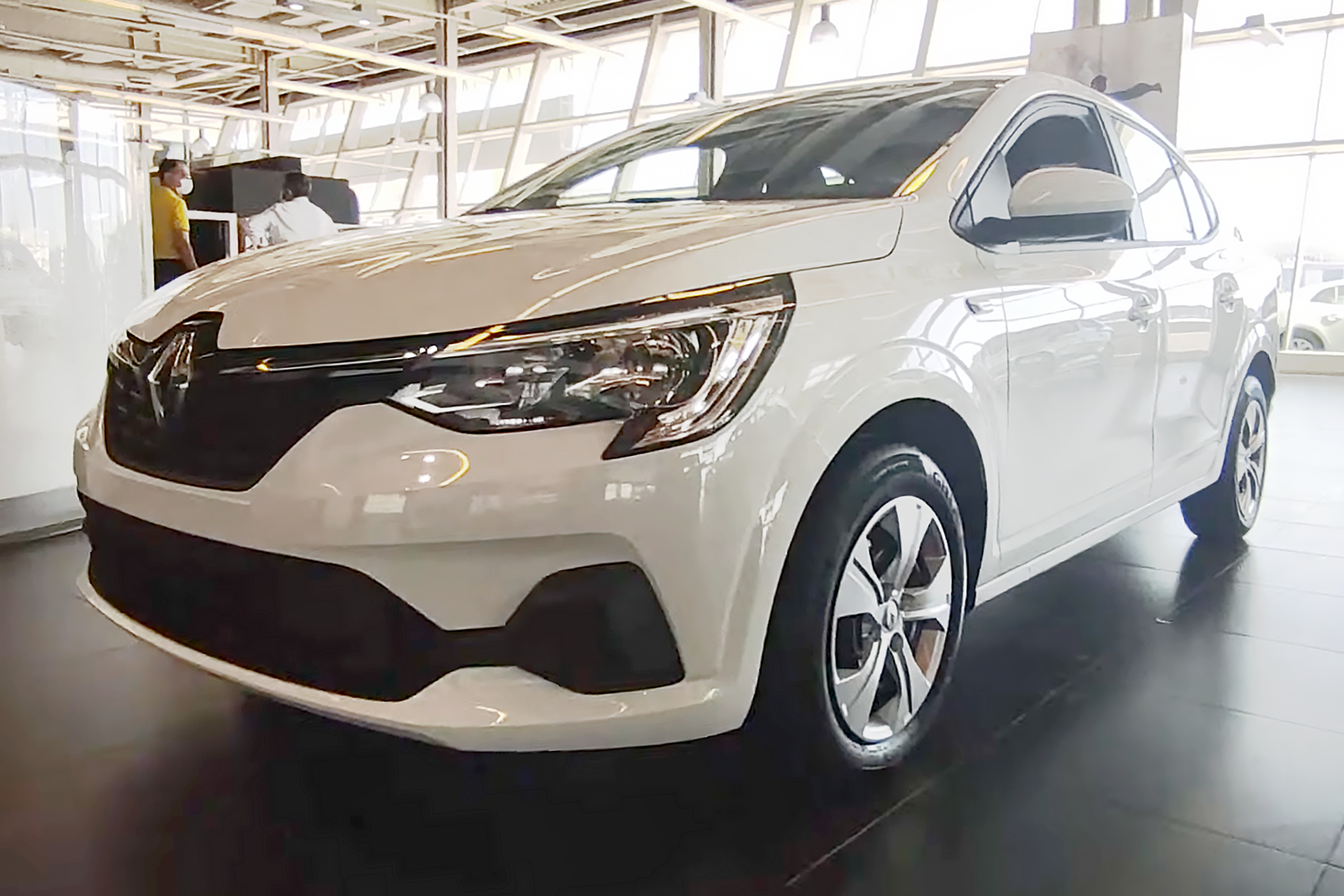
Renault Taliant (спереду)
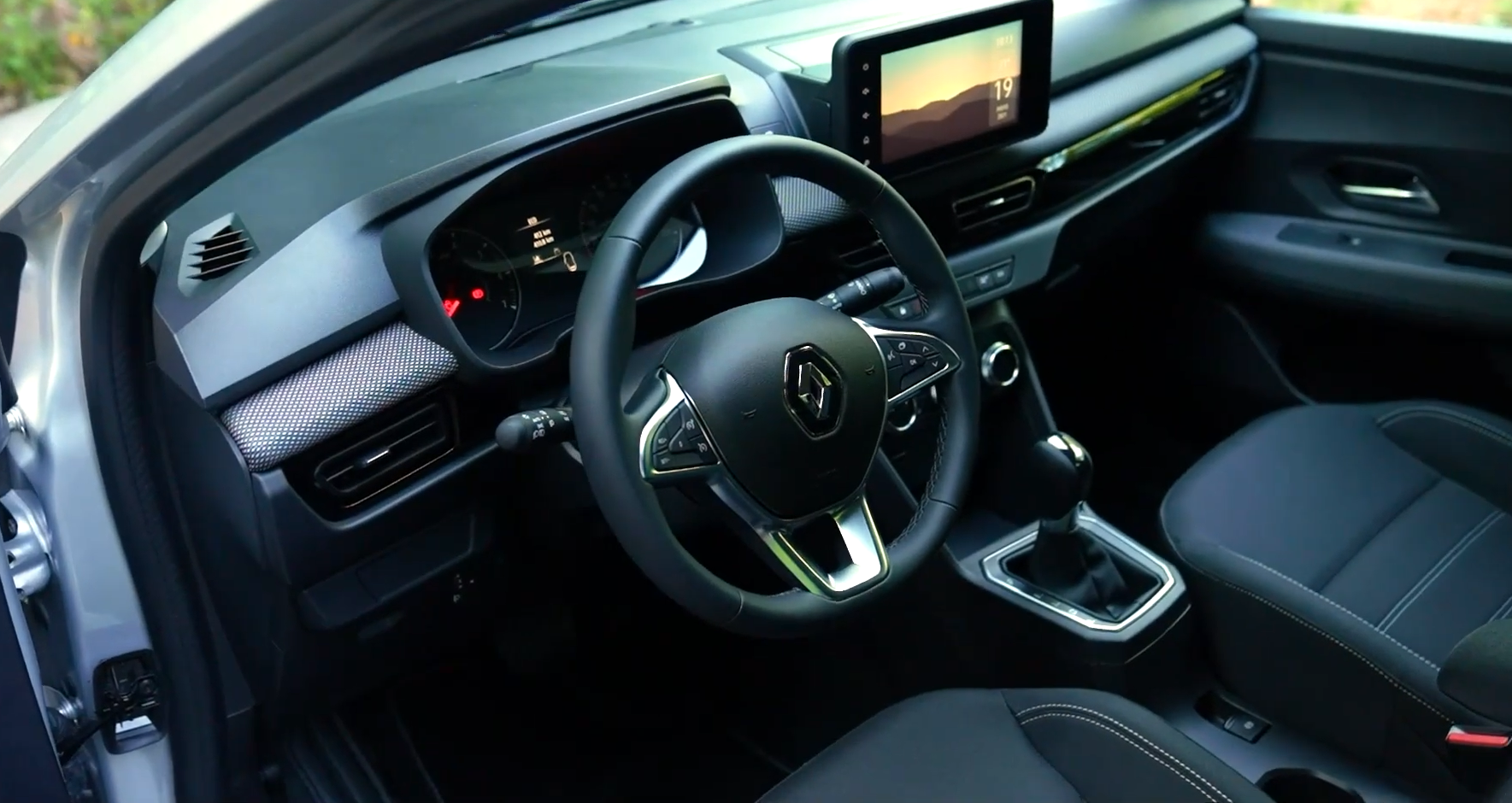
інтер'єр

#### Технічні характеристики
Приводи для Taliant вже відомі за моделями Dacia Logan та Dacia Sandero. Технічно в автомобілі використовується платформа CMF, на якій також базуються Renault Clio V й Renault Captur II.
|                                            | SCe 65                                  | Turbo 90                                | Turbo 90 X-tronic           | Turbo ECO 100 (LPG)                     |
| Період виробництва                         | 05/2021–07/2024                         | 05/2021–07/2024                         | з 05/2021                   | 05/2021–07/2024                         |
| Характеристики двигуна                     |                                         |                                         |                             |                                         |
| Двигун                                     | R3-Бензиновий двигун                    | R3-Бензиновий двигун                    | R3-Бензиновий двигун        | R3-Бензиновий двигун                    |
| Кількість клапанів на циліндр              | 4                                       | 4                                       | 4                           | 4                                       |
| приготування суміші                        | Manifold injection                      | Manifold injection                      | Manifold injection          | Manifold injection                      |
| Наддування                                 | —                                       | Турбіна                                 | Турбіна                     | Турбіна                                 |
| Робочий об'єм                              | 999 см³                                 | 999 см³                                 | 999 см³                     | 999 см³                                 |
| max. потужність при хв−1                   | 48 кВт (65 к.с.) /6300                  | 66 кВт (90 к.с.) /4600–5000             | 66 кВт (90 к.с.) /4500–5000 | 74 кВт (100 к.с.) /4600–5000            |
| max. момент сили при хв−1                  | 95 Нм /3600                             | 160 Нм /2100–3750                       | 142 Нм /1750–3750           | 160 Нм /2000–3500                       |
| Передачі                                   |                                         |                                         |                             |                                         |
| Диск                                       | Передній привід                         | Передній привід                         | Передній привід             | Передній привід                         |
| Передачі                                   | 5-ступінчаста механічна коробка передач | 6-ступінчаста механічна коробка передач | CVT-Automat                 | 6-ступінчаста механічна коробка передач |
| Виміряні дані                              |                                         |                                         |                             |                                         |
| Максимальна швидкість                      | 157 км/год                              | 179 км/год                              | 169 км/год                  | 184 км/год                              |
| Прискорення, 0–100 км/год                  | 17,0 сек                                | 11,7 сек                                | 13,9 сек                    | 11,7 сек                                |
| Витрата палива на 100 km у змішаному циклі | 5,6 л Super                             | 5,6 л Super                             | 6,1 л Super                 | 7,5 л зрідженого газу (LPG)             |
| Викиди CO2 в комбінованому циклі           | 127 г/км                                | 126 г/км                                | 138 г/км                    | 116 г/км                                |
| Місткість бака (LPG)                       | 50 л                                    | 50 л                                    | 50 л                        | 50 л (40 л)                             |
| Екологічний стандарт за класифікацією ЄС   | Euro 6d                                 | Euro 6d                                 | Euro 6d                     | Euro 6d                                 |

### Оновлення 2022
У червні 2022 року Logan отримав невелике оновлення, що включає новий логотип бренду (разом з іншими моделями) Dacia. Щоб вмістити новий логотип, решітка радіатора була перероблена.

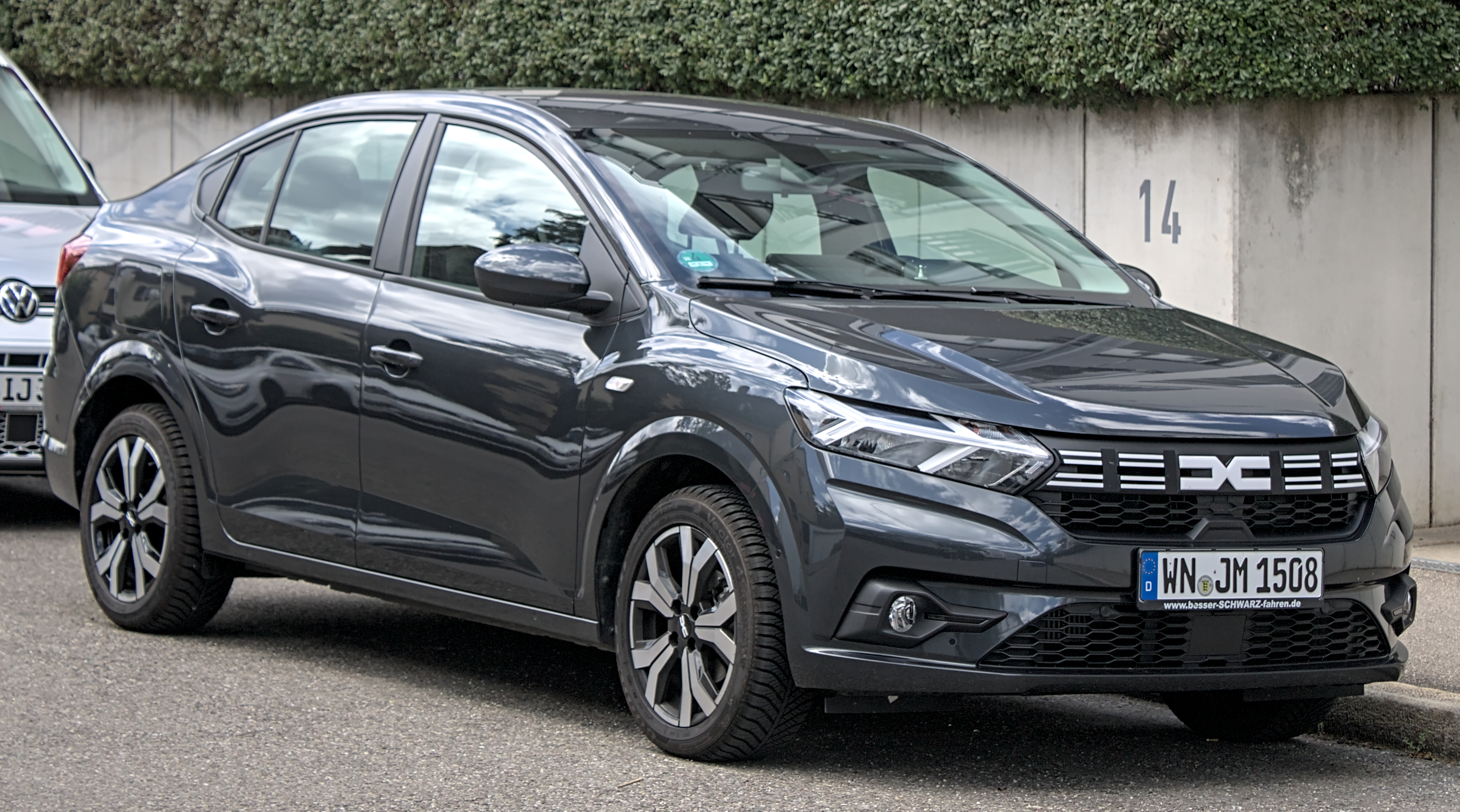
Logan III фейсліфт (вид спереду)
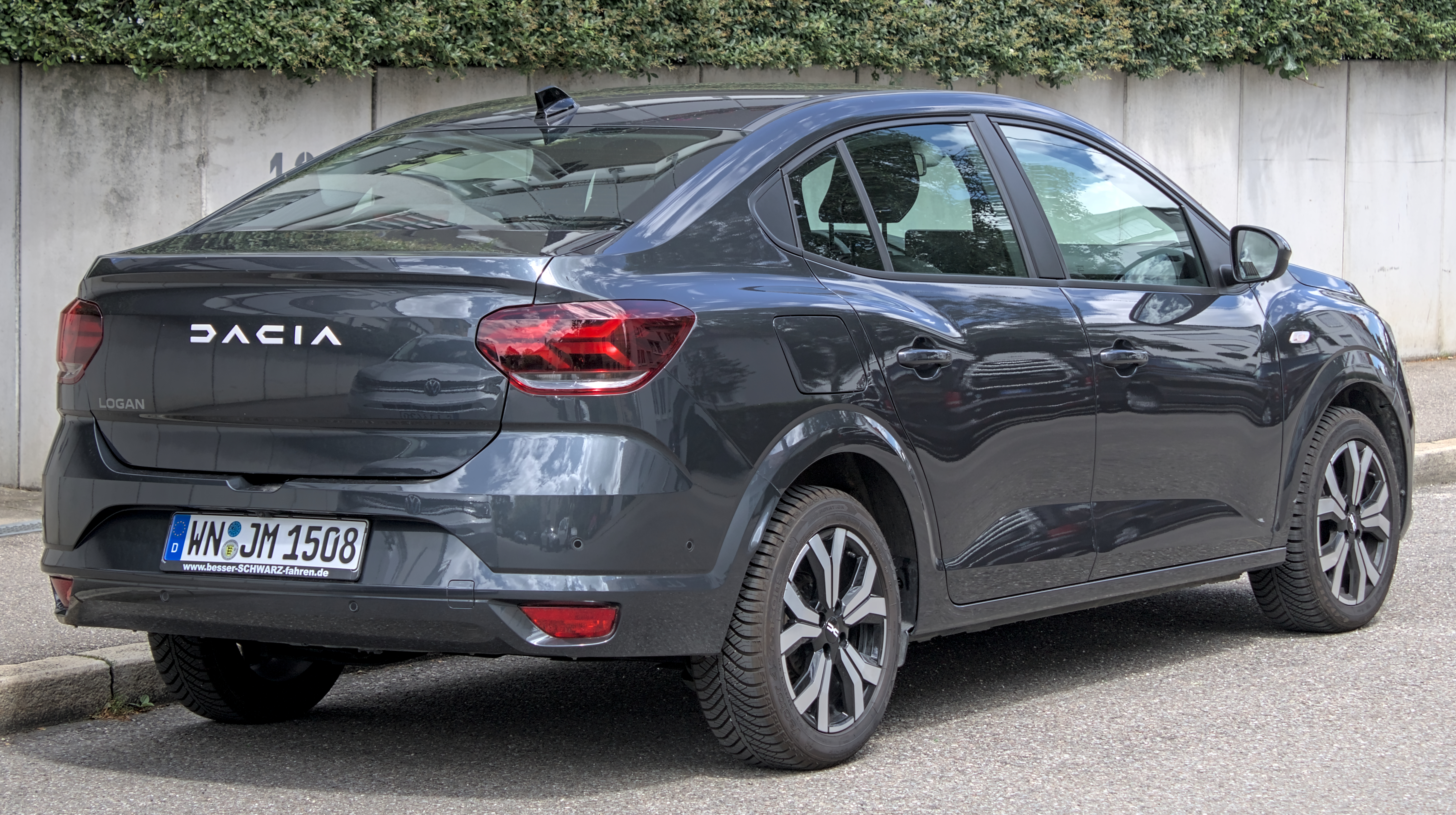
Logan III фейсліфт (вид ззаду)

## Автоспорт

### Logan Cup

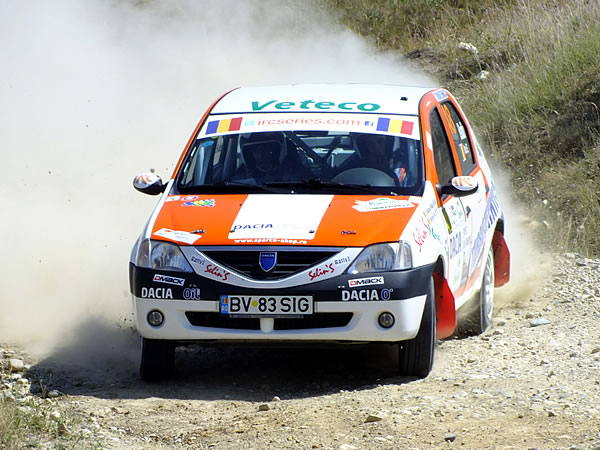
Ралі Румунії на Cupa Dacia Logan JOE

Відділення Renault Sport Technologies розробило комплекти для підготовки Logan 1.6 MPi до участі у спортивних змаганнях. Є три варіанти кит-комплектів: для кільцевих гонок, для асфальтових ралі і для ґрунтових ралі. Перероблені за допомогою цих комплектів автомобілі задовольняють вимогам FIA по групі N.
За задумом розробників, основне призначення таких машин — участь в кільцевих і ралійних монокубку. Тобто в змаганнях, де всі учасники виступають на однакових автомобілях. Тепер такі кубки проводяться в Румунії (ралійний Cupa Dacia Logan JOE), Франції (кільцевий JCup Feu Vert), Німеччині (кільцевий ADAC Dacia Logan Clubsport) та Росії (ралійний Renault Logan Cup).

### Logan 2.0 RS
Німецьке відділення Renault Sport на основі кубкового Логана розробило потужніший варіант машини, Dacia Logan 2.0 RS. Стандартний силовий агрегат замінений дволітровим двигуном від Renault Clio RS з секвентальною кулачковою коробкою передач Sadev. Потужність двигуна підвищена з 182 до 200 к.с. Така заміна стала можливою завдяки широкій уніфікації Logan з Renault Clio.
На такому автомобілі виступав екіпаж Павла Фірманюка та Галини Прахової (команда «Альтек спорт») на ралі «Золоті Куполи-2008» (етап кубка Росії з ралі). У зв'язку з тим, що серійно Logan з дволітровим двигуном не випускається, виступати на такому автомобілі в ралі можна тільки в національному класі P11: в міжнародні класи N3 і A7 такий автомобіль не допускається.

### Logan S2000
Renault Sport Technologies розробила на базі Логана ралійний автомобіль категорії Super 2000 (повнопривідні машини з атмосферним дволітровим двигуном потужністю близько 270 к.с.). У 2005 році проведені асфальтові тести за участю Симона Жан-Жозефа. Надалі по неназваним причинам дану програму згорнули.